# Mezquita

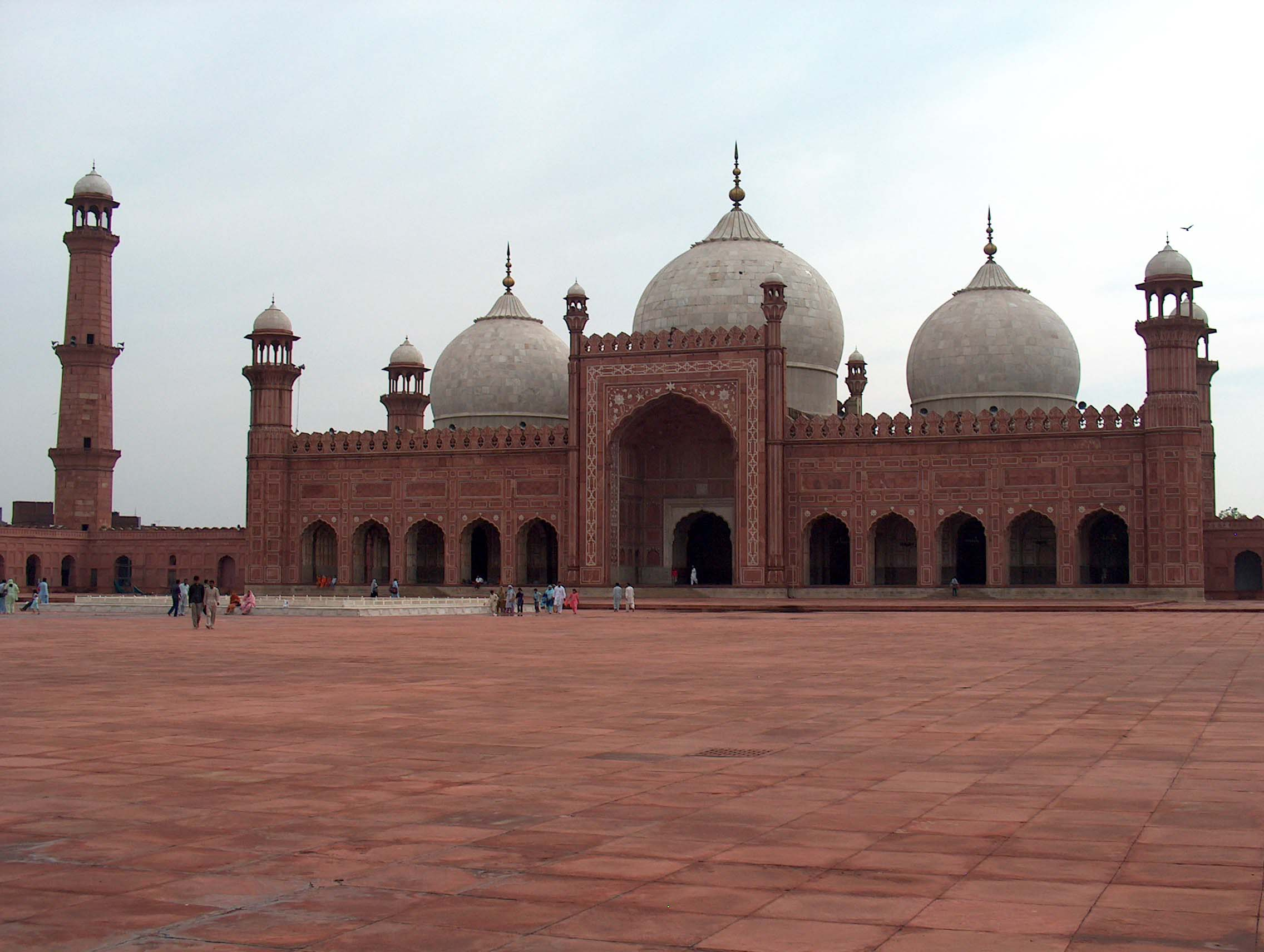
La Badshahi Masjid en Lahore, Pakistán con un iwan en el centro, tres cúpulas y cinco minaretes visibles.

Una mezquita es un lugar de culto para los seguidores de la fe islámica. Los musulmanes generalmente se refieren a las mezquitas por su nombre arábigo, masŷid (árabe: مسجد — pronunciado: /ˈmas.ʤid/), en plural masāŷid (مساجد /maˈsa:.ʤid). La palabra "mezquita" se usa en español para referirse a todo tipo de edificios dedicados al culto islámico, pero en árabe existe una diferencia entre las mezquitas privadas, más pequeñas, y las mayores, de uso colectivo (masŷid ŷāmiʿ; árabe: مسجد جامع; mezquita aljama en español),  que albergan a una comunidad mayor y disponen de más servicios sociales. Estas construcciones tienen sus orígenes en la Península arábiga, pero en la actualidad se pueden encontrar en los cinco continentes.
El propósito principal de la mezquita es servir de lugar donde los musulmanes puedan reunirse para orar. Si bien hoy en día no son solo conocidas en todo el mundo por su importancia general para la comunidad musulmana, sino también como muestras de la arquitectura islámica. Desde el punto de vista arquitectónico, las mezquitas han evolucionado significativamente desde los espacios al aire libre, como lo fueron en su momento las de Quba y la del Profeta en el siglo VII. Hoy en día la mayoría de las mezquitas tienen cúpulas elaboradas, minaretes y salas para orar. Culturalmente, las mezquitas no son solo lugares para orar, sino también lugares para aprender sobre el Islam y conocer a otros creyentes.

## Etimología

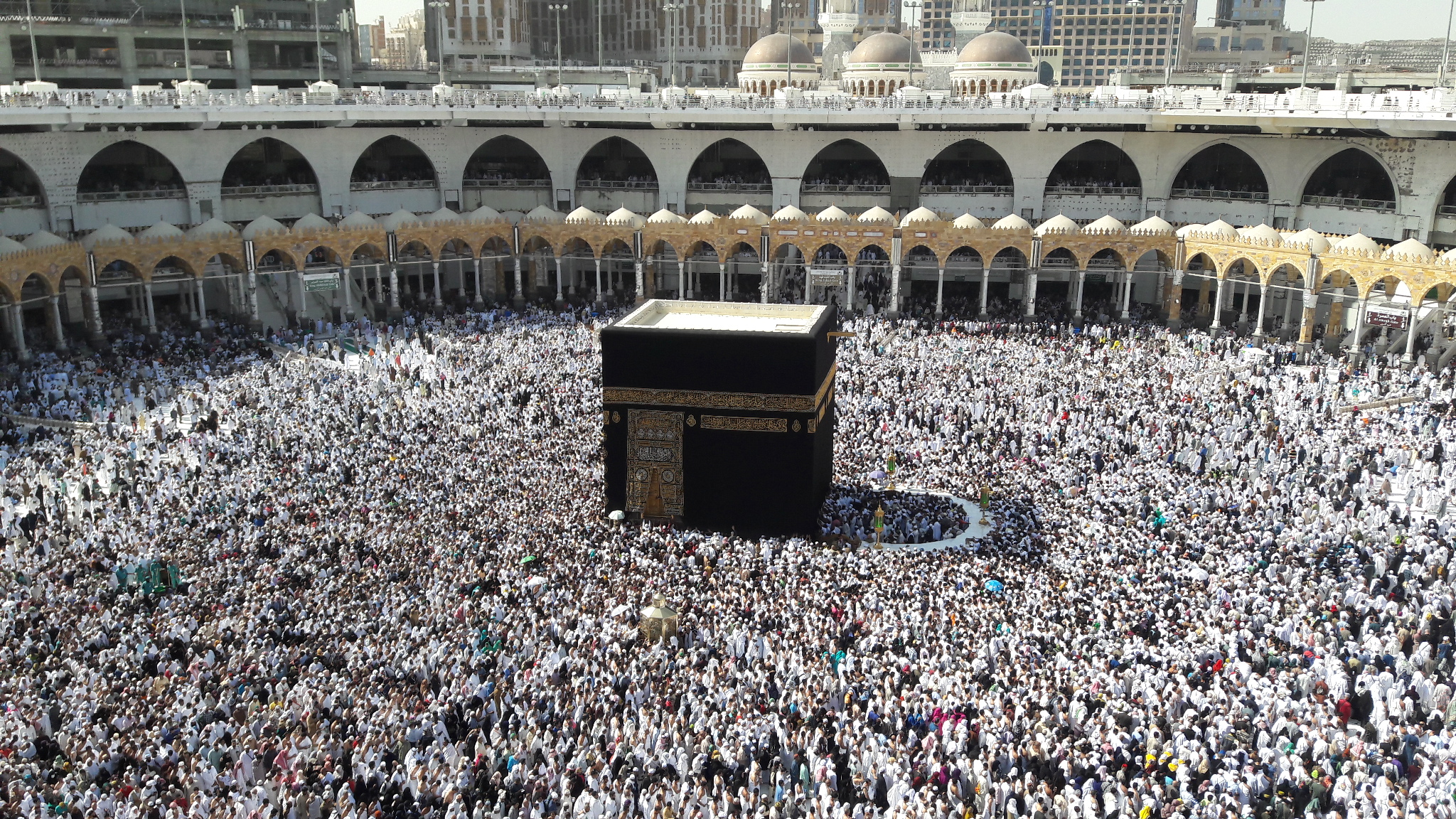
Los musulmanes creen que la Kaaba en La Meca fue la primera mezquita

La palabra arábiga masŷid (mezquita) significa lugar de culto y es un sustantivo de lugar derivado del verbo saŷada (سجد; raíz "s-ŷ-d", que significa "inclinarse" o "arrodillarse"), en referencia a las postraciones realizadas durante los rezos islámicos. Bien la palabra masŷid, en sí misma, o bien el verbo del cual ésta deriva, son un préstamo del arameo. En arameo hay registros de la raíz semítica "m-s-g-d" desde al menos el siglo V a. C., y se encuentra posteriormente en inscripciones nabateas, con el significado de "lugar de culto"; aparentemente, la palabra aramea significaba originalmente "pilar sagrado".

## Mezquita en los textos sagrados musulmanes
La palabra "masŷid" se encuentra en el Corán, frecuentemente en alusión al santuario de la Kaaba, en la ciudad de La Meca. El Corán aplica el término "masŷid" a lugares de culto de diferentes religiones, incluyendo el judaísmo y el cristianismo. Con este mismo significado general de lugar de culto la palabra se emplea en los hadices, colecciones de tradiciones musulmanas sobre los hechos y dichos de Mahoma y sus compañeros.

## Historia
Durante mucho tiempo, e incluso en la actualidad, se ha asociado a las mezquitas con grandes entradas y altas torres, o minaretes. Sin embargo, las tres primeras mezquitas fueron simplemente espacios abiertos en Arabia. Las mezquitas evolucionaron considerablemente en los siguientes mil años, en los que fueron adquiriendo sus rasgos distintivos y se adaptaron a diferentes entornos culturales de todo el mundo.

### Las primeras mezquitas

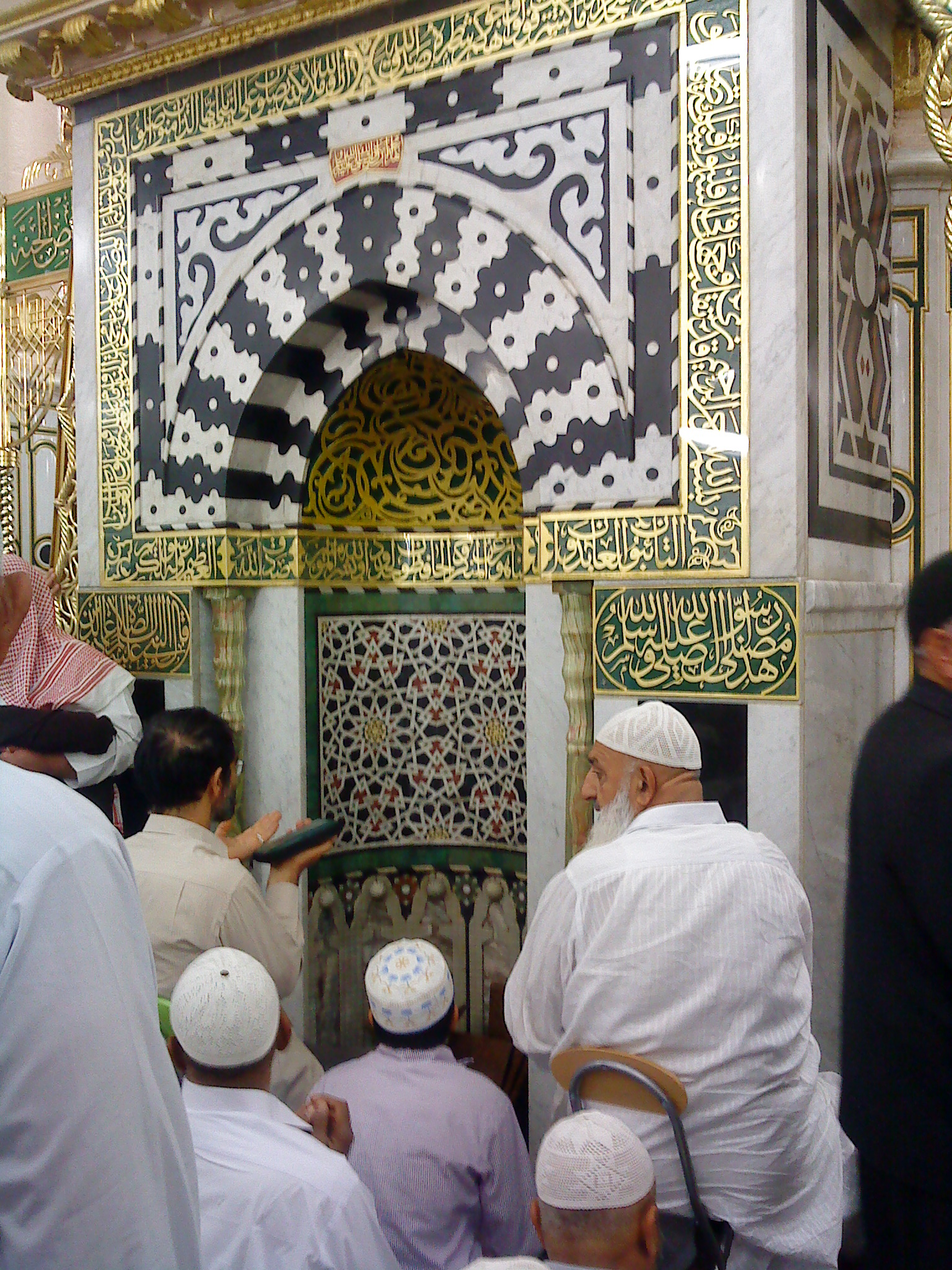
Mihrab de la Mezquita del Profeta en Medina

De acuerdo con las creencias islámicas, la primera mezquita en el mundo fue la Kaaba, construida por Adán siguiendo un mandato de Dios y posteriormente reconstruida por Abraham. La mezquita más antigua que se conoce es la de Quba, en Medina. Cuando Mahoma vivía en La Meca, consideraba la Kaaba su primera y principal mezquita y celebraba allí sus oraciones junto con sus seguidores. Incluso durante la época en que los árabes paganos realizaban sus rituales dentro de la Kaaba, Mahoma siempre la tuvo en muy alta estima. La tribu de Quraysh, de La Meca, responsable de proteger la Kaaba, intentó excluir a los seguidores de Mahoma del santuario, lo que se convirtió en motivo de queja por parte de los musulmanes, como se recoge en el Corán. Cuando Mahoma conquistó La Meca en 630, convirtió la Kaaba en una mezquita, y desde entonces se la conoce como Masŷid al-Ḥaram, o "Mezquita Sagrada". La Masŷid al-Ḥaram fue ampliada y mejorada considerablemente en los primeros siglos del Islam para acoger al creciente número de musulmanes que vivían en la región o cumplían el haŷŷ, peregrinación anual a La Meca. Adquirió su forma actual en 1577, durante el reinado del sultán otomano Selim II.
Lo primero que hizo Mahoma cuando llegó con sus seguidores a Medina (entonces llamada Yatrib), tras la Hégira, en el año 622, fue construida la mezquita de Quba en una aldea de las afueras de Medina. Los musulmanes creen que permaneció en la mezquita de Quba durante tres días antes de trasladarse con el resto a Medina.
Apenas algunos días después de comenzar a trabajar en la mezquita de Quba, Mahoma fundó una nueva mezquita en Medina, conocida hoy como la Masŷid an-Nabawī, o "Mezquita del Profeta". Se la llamó así por haber sido el lugar de la primera ŷumʿa (جمعة,"oración de los viernes") de Mahoma. Esta palabra comparte en árabe la raíz جمع (ŷ-m-ʿ), con مسجد جامع (masŷid ŷāmiʿ, las mezquitas mayores). En los años que siguieron a su fundación, la Masŷid an-Nabawī continuó introduciendo algunas de las prácticas que ahora son consideradas comunes en las mezquitas de hoy en día. Por ejemplo, la 'aḏān, o "llamada a la oración", se desarrolló en la forma que todavía se usa en las mezquitas actuales. La Masŷid an-Nabawī fue construida con un gran patio, un elemento común en las mezquitas posteriores. Mahoma habría predicado de pie en uno de los extremos de la arcada. Más tarde habría desarrollado un púlpito de tres escalones para usarlo como plataforma desde donde pronunciar sus sermones. El púlpito, ahora conocido como minbar, sigue siendo un elemento muy común de las mezquitas.
Mahoma residía junto a la mezquita de Medina, que era al mismo tiempo el centro religioso y político de la primitiva comunidad musulmana. En la mezquita llevó a cabo negociaciones, planeó acciones militares, recluyó a prisioneros de guerra, apaciguó disputas, predicó y recibió ofrendas que posteriormente distribuyó entre sus compañeros. Sus seguidores trataban a los heridos allí, e incluso algunas personas vivían permanentemente en la mezquita en sus tiendas y chozas. Debido a que las distinciones entre religión y política están ausentes en el islam, no resulta extraño que la primera mezquita fuese un centro político y religioso para las primeras comunidades musulmanas.
Hoy en día, la Masŷid al-Ḥaram en La Meca, la Masŷid an-Nabawī en Medina y la Al-'Aqsà en Jerusalén son consideradas los tres lugares más sagrados del Islam.

### Difusión y evolución

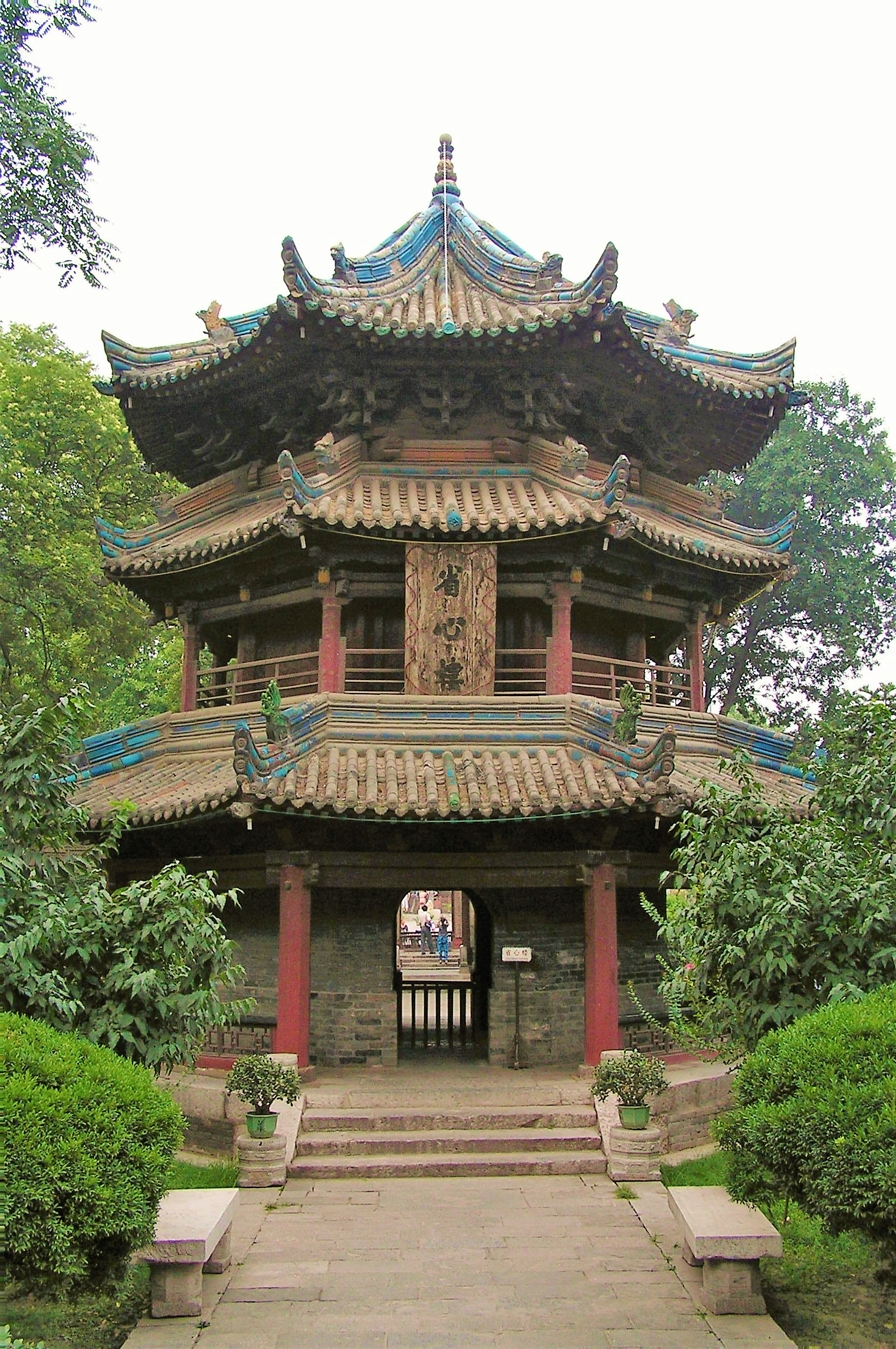
El minarete de la gran mezquita de Xi'an, China.

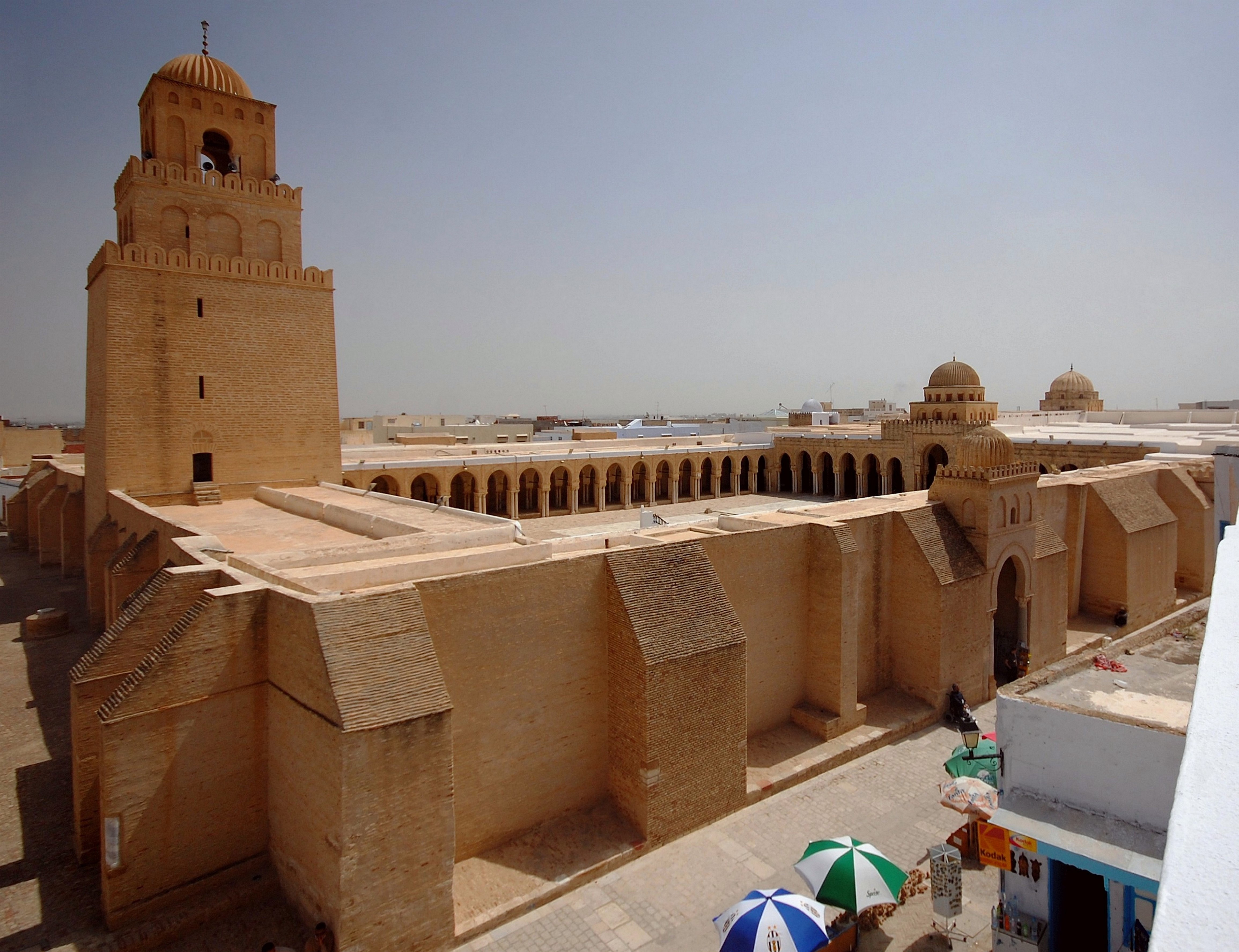
La Gran Mezquita de Kairuán, Túnez.

A medida que los musulmanes fueron extendiéndose por otras partes del mundo se fueron construyendo mezquitas fuera de la península arábiga. Egipto fue ocupado por los árabes musulmanes en la temprana fecha de 640, y desde entonces han aparecido tantas por todo el país que su capital, El Cairo, ha adquirido el sobrenombre de "la ciudad de los mil minaretes". Las mezquitas egipcias varían en sus servicios: algunas tienen escuelas islámicas (madrazas), y otras, hospitales o tumbas. Las mezquitas de África del Norte, como la
Gran Mezquita de Kairuán, ilustran la relación simbiótica entre el local patrimonio arquitectónico de la época romana bizantina y las influencias de Oriente.
Las mezquitas de Sicilia y España no reflejan la arquitectura de sus predecesores visigodos, sino la introducida por los moros musulmanes. Sin embargo, algunos elementos de la arquitectura visigótica, como el arco de herradura, originaron probablemente los arcos califales cordobeses y de otras mezquitas de Al-Ándalus.
La primera mezquita china se construyó en el siglo VIII en Xi'an. La Gran Mezquita de Xi'an, cuya edificación actual data del siglo XVIII, no hace uso de muchos de los elementos generalmente asociados con las mezquitas tradicionales. Al contrario, está construida de acuerdo con la arquitectura china tradicional. Las mezquitas del occidente de China incorporan más elementos característicos de las mezquitas de otras partes del mundo, como minaretes y cúpulas, mientras que las orientales adoptan el modelo de la pagoda.
Las mezquitas se difundieron en la India durante el Imperio Mogol en los siglos XVI y XVII. Los mogoles trajeron consigo su propia forma de arquitectura, que incluía cúpulas puntiagudas y bulbosas, como se ve en la Jama Masjid, situada en Delhi.

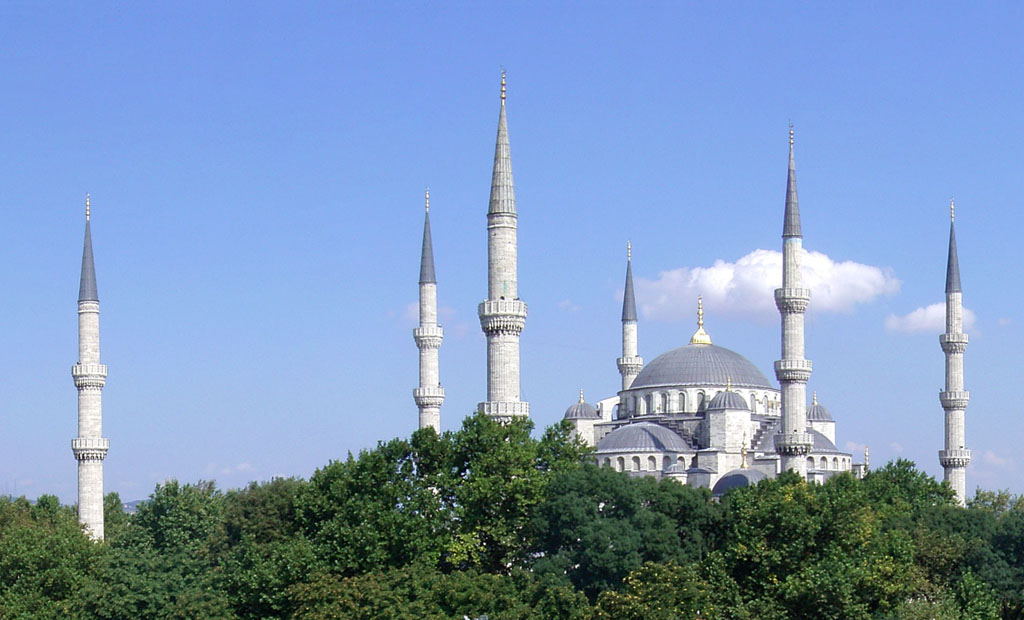
La Mezquita Azul en Estambul, Turquía con sus altos minaretes está considerada un ejemplo clásico de la arquitectura del Imperio otomano.

Las mezquitas aparecieron por primera vez en el Imperio otomano (que coincide parcialmente con la actual Turquía) durante el siglo XI, cuando muchos turcos en la región empezaron a convertirse al Islam. Muchas de las primeras, como Hagia Sophia en la actual ciudad de Estambul, habían sido originalmente iglesias o catedrales durante el Imperio bizantino. Los otomanos mantuvieron sus propios diseños de tradición arquitectónica romana para las mezquitas, caracterizados por enormes cúpulas centrales, alminares múltiples y fachadas abiertas. El estilo otomano de las mezquitas incluía generalmente elaboradas columnas, naves y altos techos en el interior, al tiempo que incorporaba elementos tradicionales, como el miḥrāb. Hoy en día, Turquía continúa acogiendo muchas mezquitas que muestran este peculiar estilo arquitectónico otomano.

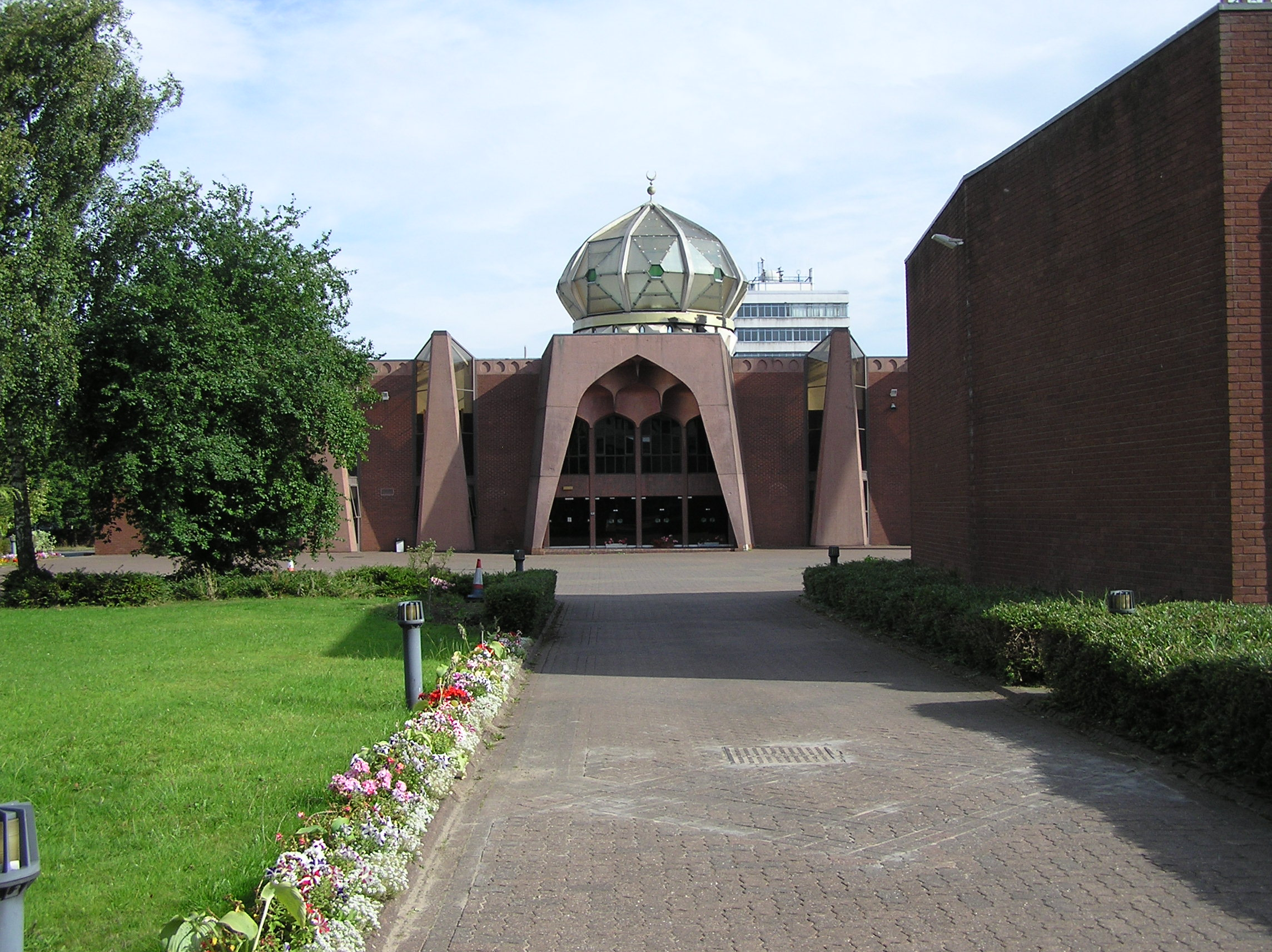
La mezquita central de Glasgow en Escocia.

Las mezquitas se fueron difundiendo gradualmente por diferentes partes de Europa, donde aumentaron especialmente durante el siglo XX, cuando numerosos musulmanes emigraron al continente. Las mayores ciudades europeas, como Roma, Londres, y Múnich, acogen mezquitas que muestran las tradicionales cúpulas y minaretes. Estas, al estar en centros urbanos, sirven de comunidad y centro social para el gran número de musulmanes que habita en la zona. Sin embargo, se pueden encontrar varias mezquitas pequeñas en muchas regiones rurales y suburbanas en todos los lugares de Europa en que hay población musulmana. En América el fenómeno se dio a mayor escala en los Estados Unidos, donde comenzaron a aparecer a principios del siglo XX Sin embargo, a medida que fue incrementándose la afluencia de inmigrantes, el número de mezquitas aumentó enormemente.

### Transformación en lugares de culto

Hagia Sophia, iglesia ortodoxa convertida en mezquita tras la caída de Constantinopla.

En el siglo XIII, el cadí Abu Zakaria Mohiuddin Yahya ibn Sharaf An-Nawawi expresó que los no musulmanes no deberían continuar usando sus lugares de adoración para sus propósitos si eran conquistados por los musulmanes y no había un tratado de rendición que explícitamente mencionara los derechos de los no musulmanes a continuar usando dichos lugares. De acuerdo con los primeros historiadores musulmanes, a las ciudades que se rendían sin resistencia y hacían tratados se las autorizaba a conservar sus iglesias o sinagogas, mientras que en las ciudades tomadas por conquista, los lugares de culto cristianos y judíos pasaban a ser utilizados por los musulmanes. Se atribuye al comandante árabe Amr ibn al-As haber realizado el ṣalāt en una iglesia. Zayd ibn Ali dijo, refiriéndose a las iglesias cristianas: "Realizad vuestro ṣalāt en ellas, no los lastimaremos", lo que significaba que las iglesias y sinagogas capturadas podían ser usadas como mezquitas con seguridad.

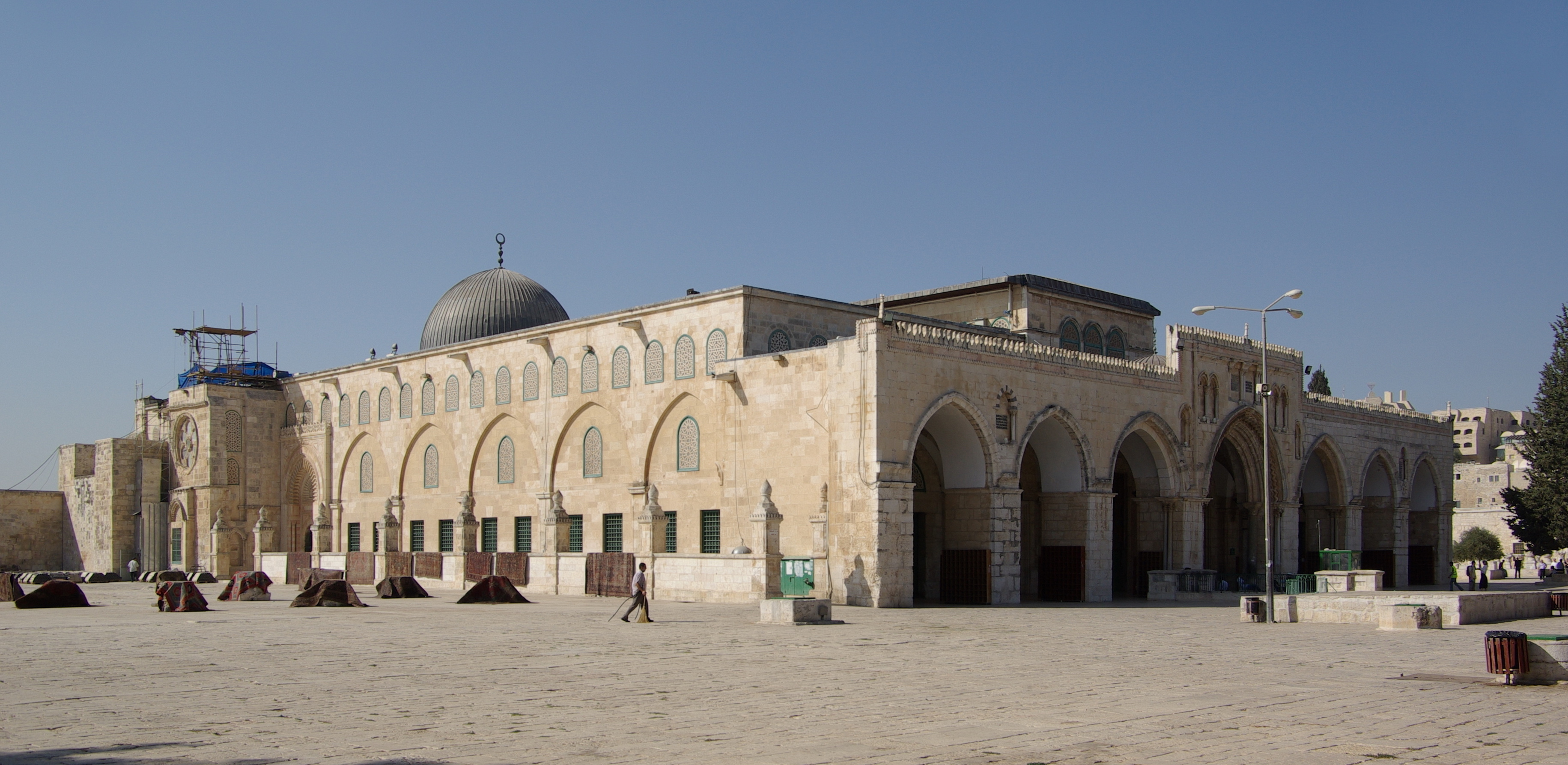
La mezquita de Al-'Aqsà fue construida en la Explanada de las Mezquitas, el lugar más sagrado del judaísmo. Tercera mezquita más sagrada del Islam.

Según el islam, la Kaaba de La Meca fue construida antes de la creación del hombre, pero fue convertida en santuario pagano por adoradores de ídolos, y terminó por convertirse en el centro de paganismo árabe. Luego, en el año 630, fue nuevamente convertida en mezquita por Mahoma tras la conquista de La Meca. Que la Kaaba haya sido alguna vez una mezquita antes de esta conquista no está verificado por historiadores, pero hay acuerdo en que anteriormente fue un santuario pagano. Uno de los primeros ejemplos de esta clase de transformaciones de lugares de culto tuvo lugar en Damasco, Siria, donde en 705, el califa omeya Abd al-Malik tomó la iglesia de San Juan Bautista y la hizo reconstruir a los cristianos como mezquita, originando la que actualmente es conocida como "Mezquita de los Omeyas"; en total, se dice que Abd al-Malik hizo que se reutilizaran como mezquitas diez iglesias en Damasco. Los turcos otomanos convirtieron en mezquitas casi todas las iglesias, monasterios y capillas de Constantinopla, incluyendo la famosa Hagia Sophia, inmediatamente después de capturar la ciudad en 1453. En algunos casos se fundaron mezquitas en lugares de santuarios cristianos o judíos asociados con personalidades bíblicas que eran también reconocidas por el islam. Por ejemplo, la mezquita de Al-'Aqsà y la Cúpula de la Roca están construidas en la Explanada de las Mezquitas, el lugar más sagrado del judaísmo. Los gobernantes musulmanes de la India destruyeron templos hindúes y los sustituyeron por mezquitas, considerando que con estas acciones cumplían su deber religioso de afirmar la superioridad islámica.
Por otro lado, las mezquitas han sido también transformadas a lo largo de la historia en lugares de culto para otras religiones, como ocurrió en la España andalusí a lo largo de toda la conquista cristiana. Así sucedió en la mezquita de Zaragoza a partir de 1119 o la mezquita de Córdoba, en cuya estructura se integró la catedral. La península ibérica, las regiones del sudeste de Europa anteriormente gobernadas por el Imperio Otomano, y algunas zonas de la India son algunos de los pocos territorios del mundo en que se han producido estas transformaciones, por haber dejado de estar gobernados por musulmanes.

## Funciones religiosas

### Oraciones

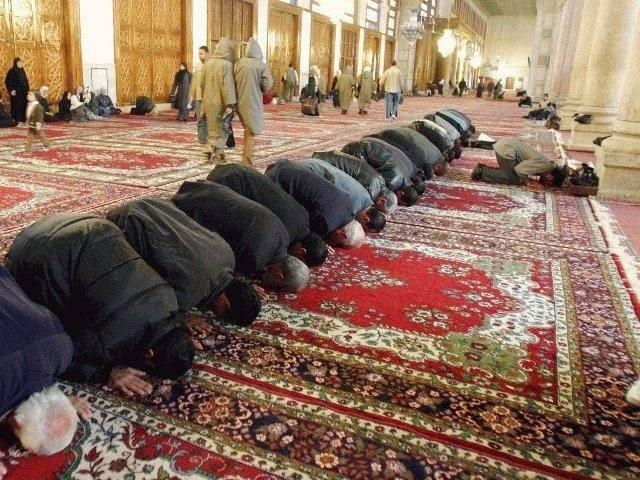
Musulmanes realizando el ṣalāt (oración).

Todos los musulmanes adultos tienen la obligación de celebrar oraciones, o ṣalāt, al menos cinco veces por día. Aunque en algunas mezquitas pequeñas que acogen a pequeñas congregaciones solo se llevan a cabo algunos de estos rezos, en la mayoría se realizan las cinco oraciones diarias preceptivas: antes del amanecer (faŷr), a mediodía (ẓuhr), por la tarde (ʿaṣr), tras la puesta de sol (magrib), y a la noche (ʿišā'). No es obligatorio para los musulmanes orar en el interior de una mezquita, pero en los hadiz se declara que la oración comunitaria en una mezquita es más virtuosa que la oración en privado.
Además de las cinco oraciones diarias preceptivas, las mezquitas acogen los rezos ŷumʿa, u oración de los viernes, que en ese día de la semana reemplazan a la oración obligatoria del mediodía. Mientras que los rezos diarios comunes pueden hacerse en cualquier sitio, es preceptivo que todos los varones adultos asistan a las mezquitas para la oración de los viernes.
En la mezquita tienen lugar también las oraciones funerarias por los musulmanes difuntos (ṣalātu l-ŷanāza), en los que participan todos los miembros de la congregación, incluido el imán. A diferencia de los rezos diarios, los funerarios normalmente se realizan al aire libre, en un patio o plaza cercanos a la mezquita. Durante los eclipses solares, las mezquitas acogen otra oración especial, llamada ṣalātu l-kusūf.
Hay dos grandes fiestas, o ʿīd, en el calendario musulmán: ʿīdu l-Fiṭr y ʿīdu l-'aḍḥà. En ambas se realizan rezos especiales en las mezquitas por la mañana. Los rezos eid deben celebrarse en grandes grupos, por lo que las mezquitas de mayor tamaño no acogen en estas ocasiones solo a sus fieles, sino también a los de mezquitas más pequeñas. Algunas incluso llegan a alquilar centros de convenciones u otros grandes edificios para albergar a una mayor cantidad de fieles. En las mezquitas, especialmente en las situadas en países de mayoría musulmana, se llevan a cabo también rezos en el exterior, en grandes patios y plazas.

### Ritos del Ramadán

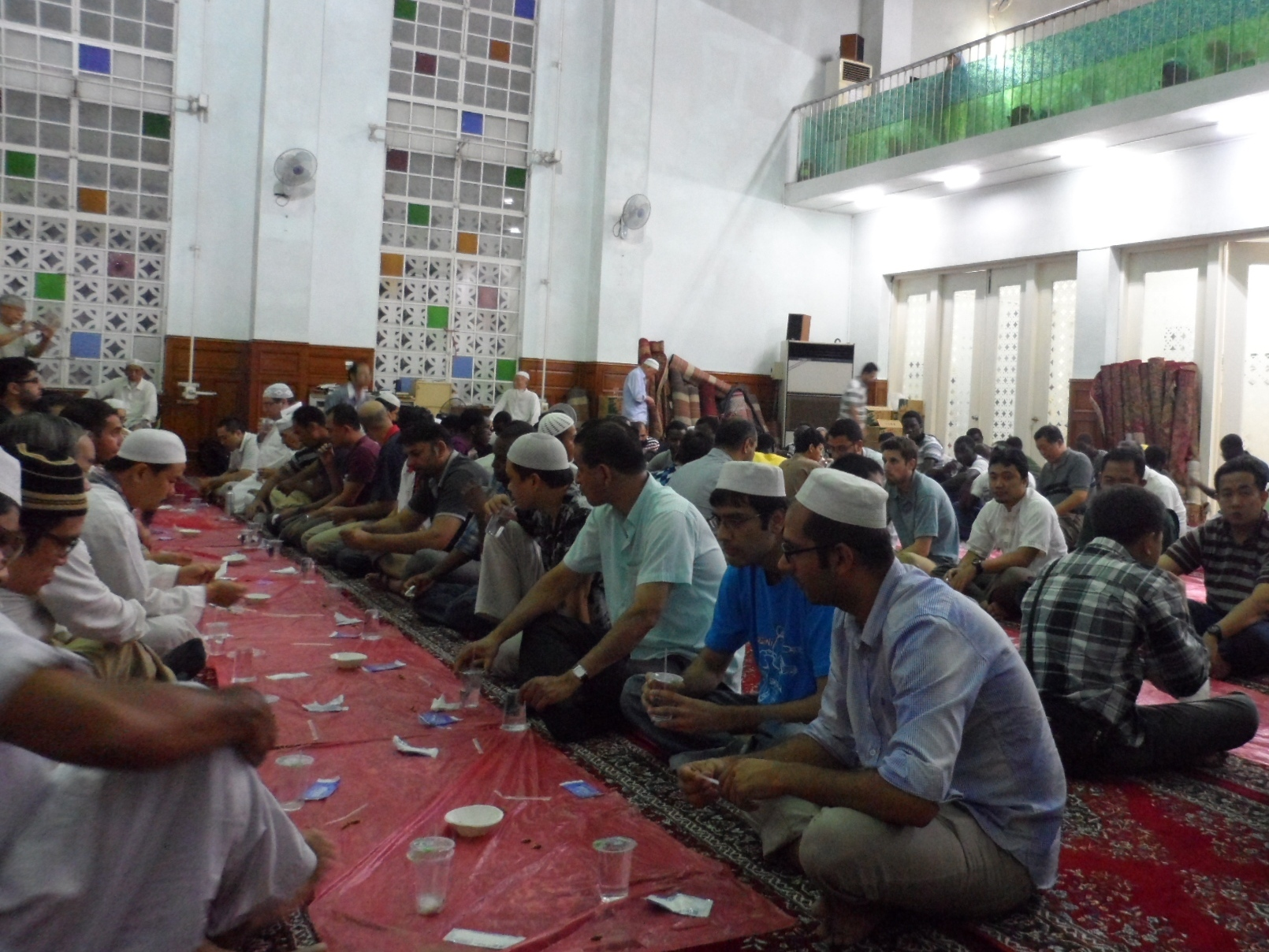
Musulmanes en Taipéi cenando juntos en la mezquita durante el ramadán.

El mes más sagrado del Islam, el ramadán, prescribe el cumplimiento de diversos ritos. Como mientras dure el ramadán los musulmanes deben ayunar durante el día, al ponerse el sol, tras la cuarta oración del día (magrib), los fieles se reúnen en las mezquitas para las cenas comunitarias (ifṭār). La propia comunidad se encarga de proveer los alimentos necesarios, al menos en parte. Debido a que la celebración de las cenas ifṭār exige la contribución de los miembros de la comunidad, algunas mezquitas con un pequeño número de fieles no tienen la capacidad suficiente para organizarlas a diario. Algunas mezquitas celebran también las suḥūr antes del amanecer, para los congregantes que asisten a la primera oración del día, faŷr. Las mezquitas invitan con frecuencia a los miembros más pobres de sus comunidades a compartir los alimentos tanto al inicio como al final del ayuno, ya que practicar la caridad durante el ramadán es considerado especialmente honorable en el islam.
Tras la quinta y última de las oraciones diarias preceptivas, la ʿišā', se celebran oraciones tarāwīḥ voluntarias en las mezquitas sunitas más grandes. En las mezquitas chiitas, sin embargo, no se realizan estos rezos. Durante estas plegarias nocturnas, que pueden llegar a durar hasta dos horas, un miembro de la comunidad que conoce de memoria todo el Corán recita un fragmento del libro sagrado. Durante los últimos diez días del Ramadán, las mezquitas más grandes organizan sesiones que duran toda la noche para conmemorar la Laylatu l-Qadr, la noche en que, según los musulmanes, Mahoma comenzó a recibir el Corán.

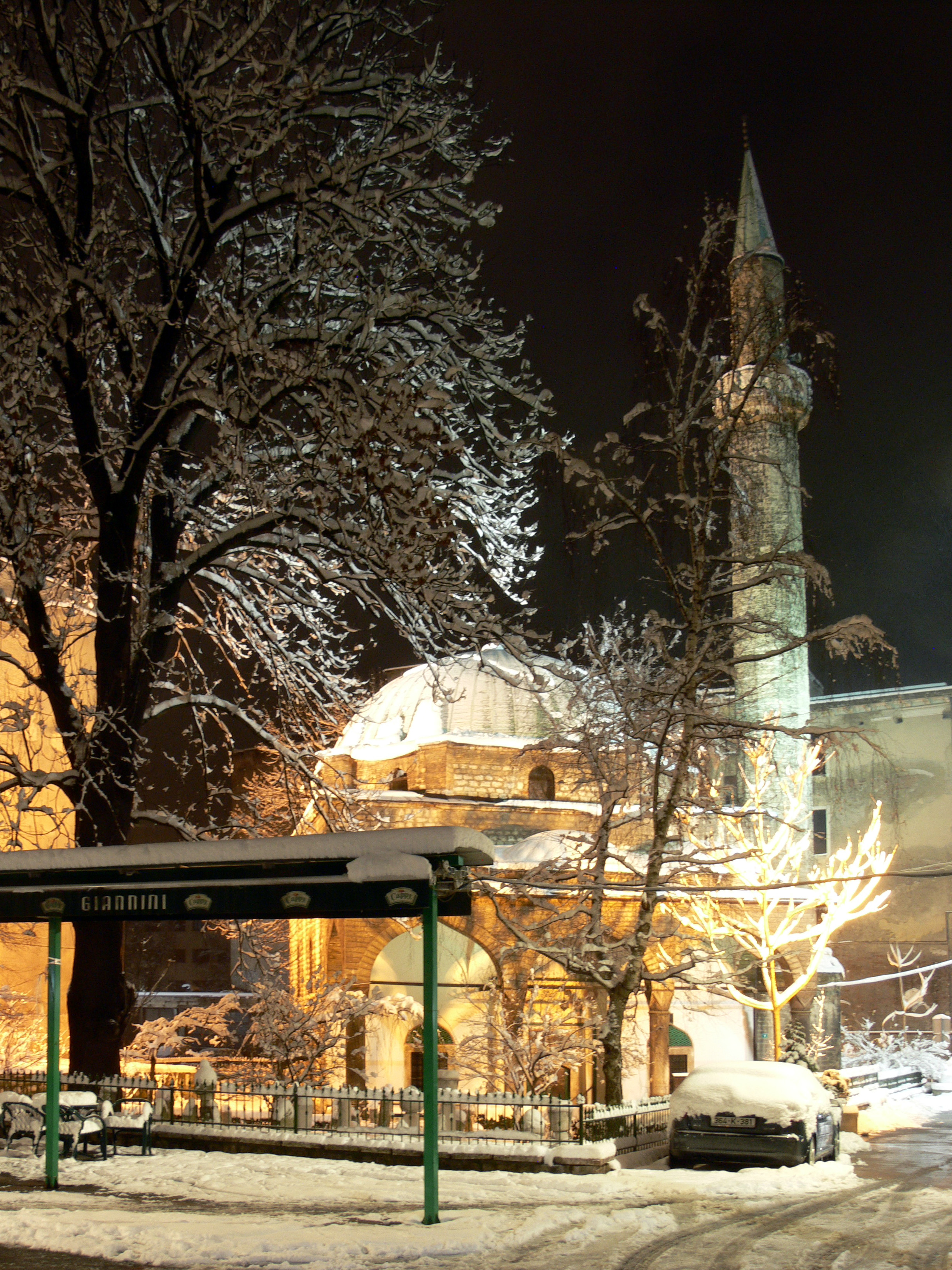
Ferhad-Begova, una de las 186 mezquitas de Sarajevo.

Esa noche, entre el ocaso y el amanecer, varios predicadores instruyen en la fe islámica a los fieles que se encuentran presentes. Las mezquitas o la comunidad suelen proporcionar alimentos a lo largo de la noche.
Durante los últimos diez días del Ramadán, las mayores mezquitas de la comunidad musulmana celebran el iʿtikāf, un rito en el que debe participar al menos un varón musulmán de la comunidad. Se requiere que aquellos que realicen el 'iʿtikāf permanezcan en el interior de la mezquita durante diez días consecutivos, dedicados al culto o al estudio de la fe islámica. El resto de la comunidad es responsable de proveer a los participantes de comida, bebida y cualquier otra cosa que necesiten durante su estancia.

### Caridad
El tercero de los pilares del Islam declara que los musulmanes deben dar aproximadamente una cuadragésima parte (1/40) de sus bienes a la caridad como zakat. Ya que las mezquitas son el centro de las comunidades musulmanas, allí es donde fieles dan o, si lo necesitan, reciben el zakat. Antes de la fiesta que marca el final del Ramadán, el ʿīdu l-Fiṭr, las mezquitas colectan un zakat especial que sirve para ayudar a los musulmanes pobres a asistir a los rezos y celebraciones asociadas con la festividad.

## Funciones sociales

### Centro de la comunidad musulmana

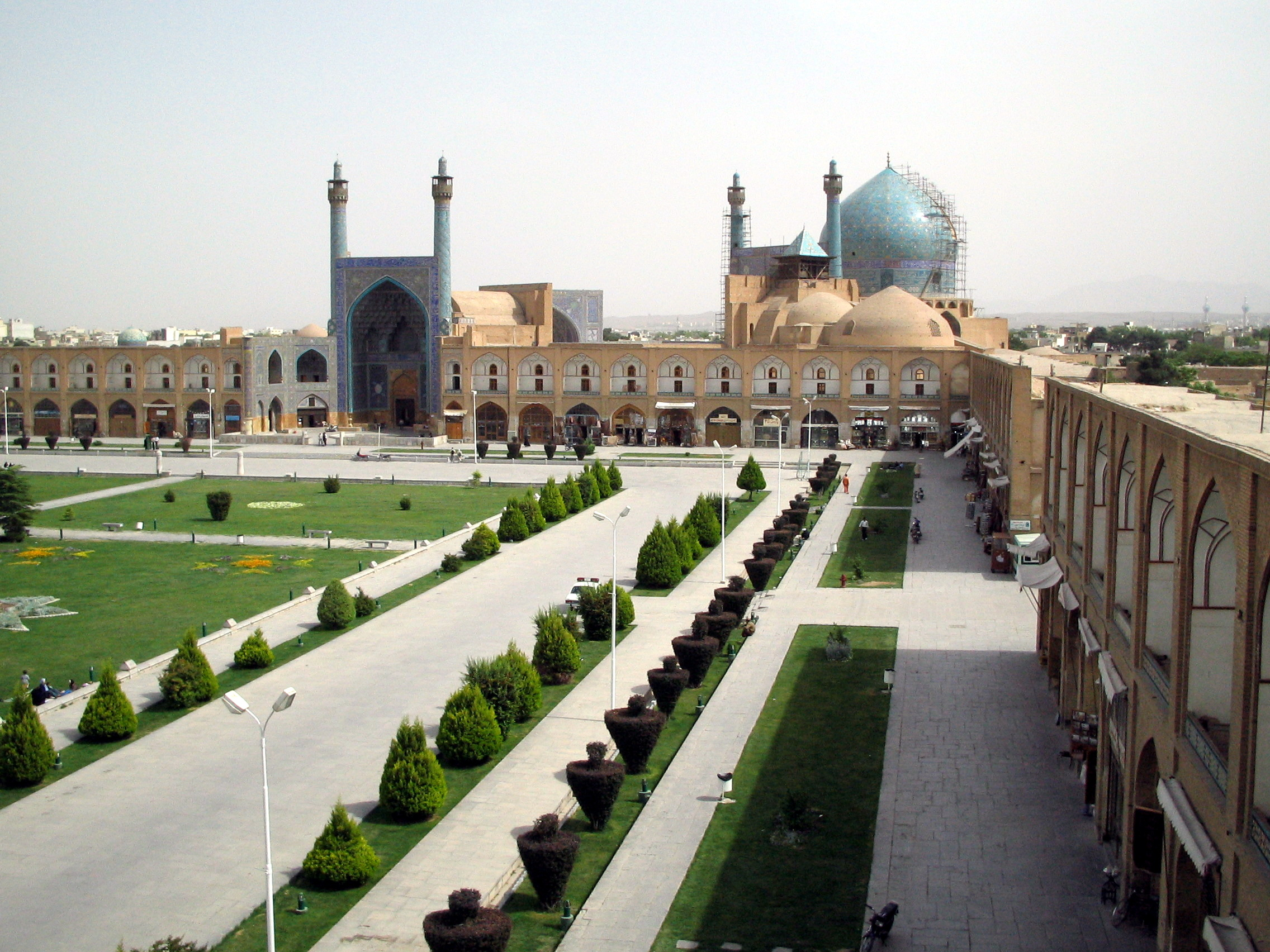
Mezquita Shah junto a la plaza Naghsh-i Jahane en Isfahán, Irán.

Muchos líderes musulmanes, tras la muerte del profeta Mahoma, emulándolo, establecieron sus dominios construyendo primero una mezquita. De la misma forma que La Meca y Medina fueron construidas alrededor de la Masŷid al-Ḥaram y la Masŷid an-Nabawī, Kerbala, en el actual Irak, fue construida alrededor del sepulcro chiita del imán Husayn. Isfahán, en Irán, es especialmente notable por la presencia de mezquitas que forman el centro de la ciudad. En el siglo VIII se construyó una mezquita dentro de la ciudad, que tres siglos después fue descrita por el teólogo y filósofo Naser Khosrow como "una magnífica mezquita de viernes construida en el centro de la ciudad". A comienzos del siglo XVII, Abás el Grande, de la dinastía Safávida llevó a cabo un esfuerzo para convertir Isfahán en una de las ciudades más grandes y hermosas del mundo. Como parte de este plan, ordenó la construcción de la mezquita Shah y de la mezquita Sheikh Lotf Allah, ambas en el perímetro de la plaza Naghsh-i Jahane, una de las plazas urbanas más grandes el mundo, que alberga eventos deportivos y comerciales.
Las mezquitas construidas más recientemente, especialmente en los países donde los musulmanes no son mayoría, tienden a estar lejos del centro de las principales ciudades. No obstante, incluso una mezquita localizada en un área con baja densidad de población se convierte a menudo en foco de atracción para los musulmanes, que pueden llegar a cambiar sus lugares de residencia y de trabajo para estar cerca de la mezquita. Por ese motivo, las mezquitas son los principales centros de las comunidades musulmanas, aunque no estén situadas en el centro de las ciudades.

### Educación

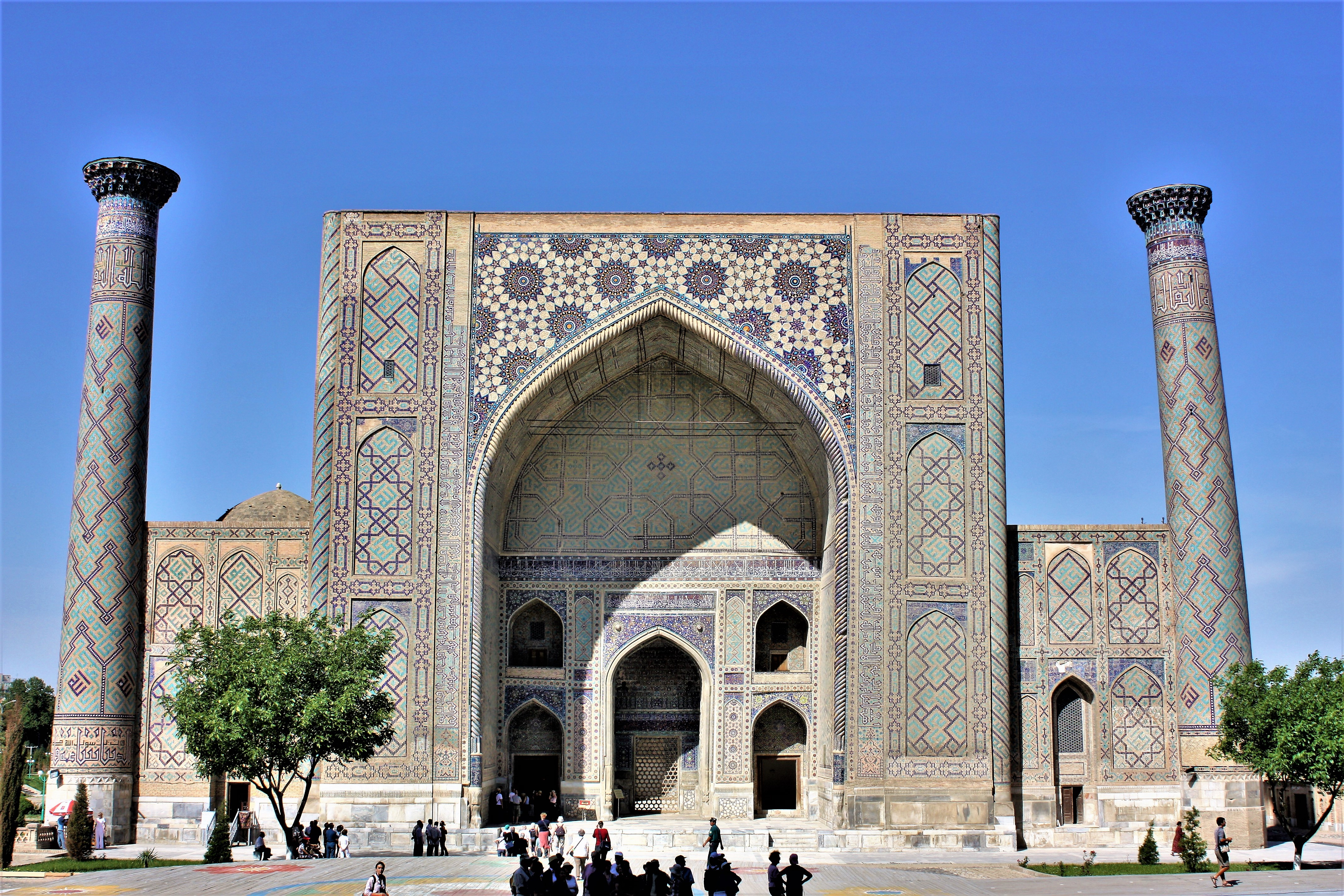
La madraza Ulugh Beg, la cual incluye una mezquita, en Samarcanda, Uzbekistán.

Otra función primordial de las mezquitas es la de albergar instalaciones educativas. Algunas, especialmente las situadas en países en los que no existen escuelas islámicas estatales, tienen escuelas a tiempo completo, dedicadas a enseñar tanto la doctrina islámica como conocimientos generales. Estas mezquitas acogen generalmente a estudiantes de los niveles de educación primaria y secundaria; unas pocas ofrecen también enseñanzas de educación superior. La mayoría de las mezquitas disponen también de escuelas a tiempo parcial, en las que las clases se imparten los fines de semana o por las noches. Mientras que las escuelas a tiempo completo están dirigidas a niños que dependen de las mezquitas para recibir una educación islámica tanto como una general, las de fin de semana y nocturnas están pensadas para proporcionar solo educación islámica a personas de todas las edades. Las materias impartidas en las clases islámicas nocturnas o de fin de semana varían. La lectura del Corán y la enseñanza del idioma árabe son comunes en las mezquitas situadas en países donde el uso del árabe no está muy difundido. Las clases dirigidas a nuevos musulmanes acerca de los fundamentos de la fe islámica son también frecuentes, especialmente en Europa y en los Estados Unidos, donde el islam es la religión de crecimiento más rápido. Las mezquitas también profundizan más en el islam dictando clases a los congregantes sobre la fiqh (jurisprudencia islámica). Las madrazas también están disponibles para que los musulmanes estudien para convertirse en eruditos (ulemas) o en imanes. Sin embargo, como su propósito primordial no es servir de lugar de culto o de centro de la comunidad, las madrazas están normalmente separadas de las mezquitas de vecindario.

### Eventos y colectas

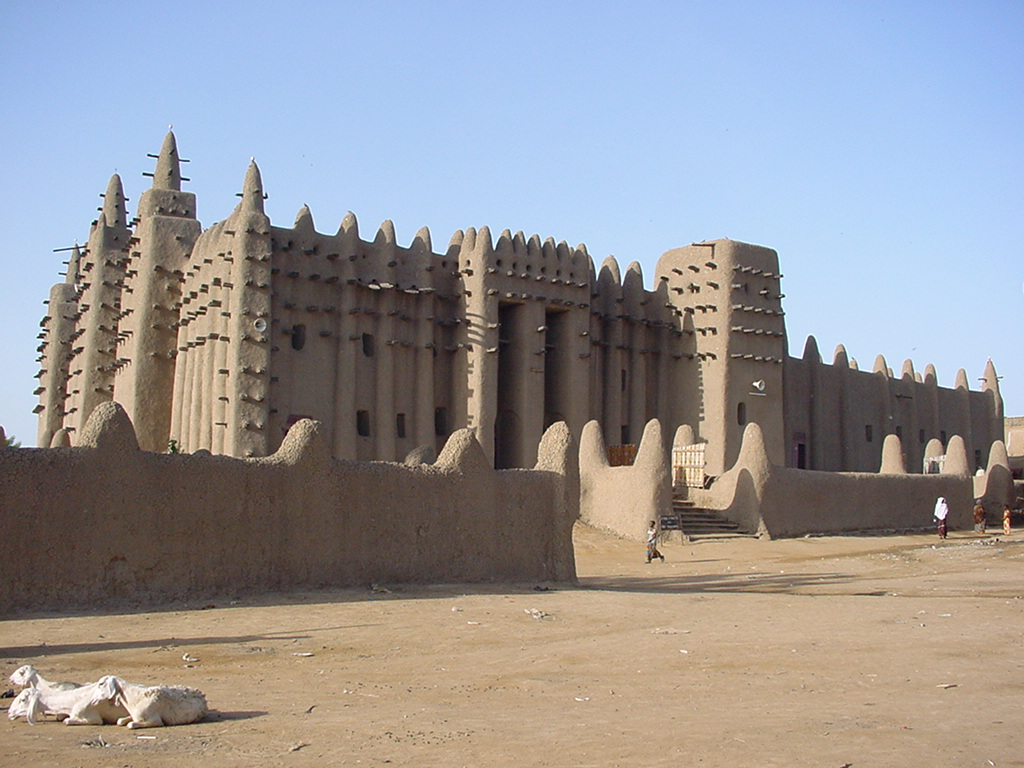
La Gran Mezquita de Djenné, donde se celebra un festival anual.

Las mezquitas organizan también eventos y cenas para conseguir el dinero necesario para sus actividades o, simplemente, para reunir a la comunidad. Los jóvenes se sienten atraídos generalmente por aquellas que tienen instalaciones deportivas tales como canchas de baloncesto o campos de fútbol o fútbol americano. Los patios de las mezquitas se emplean muchas veces para realizar reuniones sociales; los bazares donde los miembros de la comunidad pueden comprar mercadería islámica son comunes entre las mezquitas. Las mezquitas también celebran bodas, como cualquier otro lugar de culto.

## Roles políticos contemporáneos
Desde finales del siglo XX, ha aumentado el número de mezquitas usadas con fines políticos. Hoy en día, las mezquitas del mundo occidental promueven la participación cívica. Debido a su importancia en la comunidad, las mezquitas han sido campo para promover el activismo político, para resolver o promover conflictos y para enseñar las ideologías islámicas.

### Apoyo

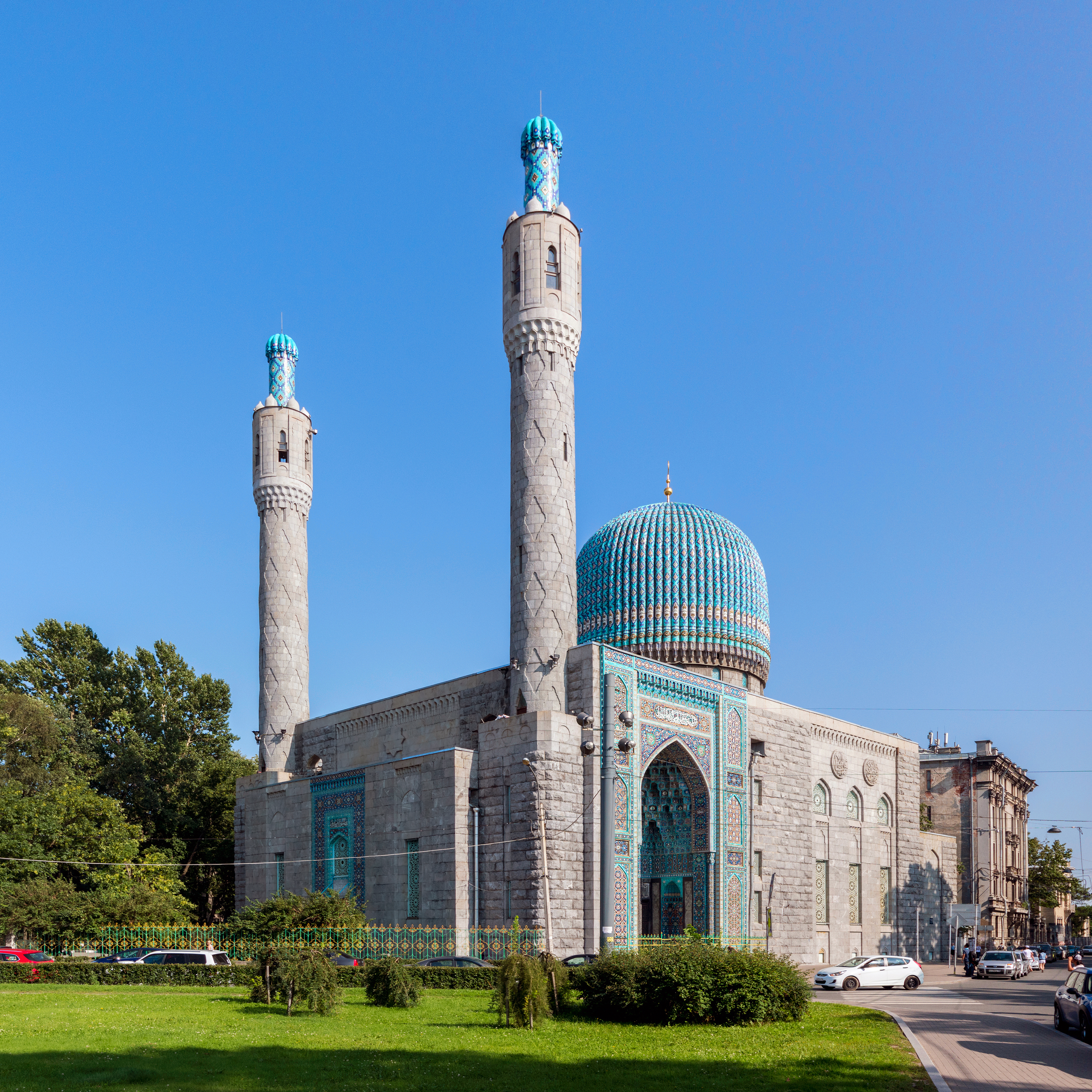
Mezquita de San Petersburgo, Rusia.

En los países donde los musulmanes abarcan solamente una minoría de la población es más probable que se utilicen mezquitas como manera de promover la participación cívica que en los países de mayoría musulmana del Gran Oriente Medio. En las mezquitas estadounidenses se realiza la inscripción de los votantes, y se organizan campañas de participación ciudadana, promovidas por musulmanes implicados en el proceso político, a menudo inmigrantes de primera o segunda generación. Como resultado de estos esfuerzos, así como de las iniciativas de las mezquitas para mantener a los musulmanes informados sobre los asuntos a los que se enfrenta la comunidad musulmana, es más probable que los asistentes regulares participen en protestas, firmen peticiones, o estén implicados de cualquier otra manera en la política.
La relación entre puntos de vista políticos y asistencia a las mezquita todavía existe también en otras partes del mundo. Luego de los bombardeos a la Mezquita Al-ʿaskarī en febrero de 2006, los imanes y otros líderes islámicos utilizaron las mezquitas y a las oraciones de los viernes como vehículo para llamar a la calma y la paz en el medio de la violencia generalizada.

### Conflictos sociales
Al ser consideradas importantes para la comunidad islámica, las mezquitas se encuentran frecuentemente en el corazón de los conflictos sociales.
La Babri Masjid (Mezquita de Babri) en Ayodhya, India, fue causa de un conflicto de este tipo que se prolongó hasta principios de la década de 1990, cuando fue demolida. Supuestamente, había sido construida en el siglo XVI sobre un templo sagrado hindú que conmemoraba el lugar de nacimiento de Rāma, una encarnación del dios hindú Vishnú. Incluso después de su transformación en mezquita, los hindúes continuaron celebrando sus cultos en el lugar en que se alzaba el antiguo templo. Poco después de que la mezquita cesara de realizar las oraciones diarias, en algún momento entre 1936 y 1949, la comunidad local y el Gobierno propusieron devolver el terreno a los hindúes, quienes reemplazarían la mezquita por un templo. Sin embargo, antes de que se llegara a un acuerdo entre ambas partes, la mezquita fue destruida por aproximadamente 75.000 hindúes el 6 de diciembre de 1992. La controversia que rodeaba a la mezquita estuvo directamente relacionada con las revueltas de Bombay (hoy en día Bombay) así como con los atentados de 1993 que mataron a 257 personas.
En la actualidad, los conflictos sociales relacionados con las mezquitas tienen lugar sobre todo en Irak, cuya población se reparte entre sunitas y chiitas. La violencia entre las dos ramas del Islam ha llevado a numerosos atentados contra mezquitas. Un atentado en febrero de 2006 que dañó severamente la mezquita Al-ʿaskarī, mezquita sagrada chiita en Irak, exacerbó las tensiones que ya existían entre ambas comunidades. Otros atentados en Irak, antes y después de los de febrero de 2006, han formado parte de los conflictos entre los grupos de musulmanes dentro del país. Sin embargo, los atentados contra mezquitas no han sido exclusivos de Irak; en junio de 2005, un atentado suicida mató a al menos a 19 personas en una mezquita afgana. A pesar de esto, la clara división entre los musulmanes sunitas y chiitas, así también como la invasión de Irak de 2003, han hecho que los atentados en dicho país sean más visibles.
La proliferación de mezquitas también ha causado preocupación entre los residentes europeos que se sienten intimidados por la presencia de musulmanes en vecindarios de mayoría europea y cristiana. Hay lugares de occidente en los que no se permite la entrada a las mezquitas a los miembros de otras religiones, hecho que ha provocado controversia entre los mismos, sin que los musulmanes tengan ningún tipo de problema para poder acceder a las iglesias o sinagogas, todo ello visto desde una filosofía occidental y de convivencia que solo se ve alterada por radicales de las diversas religiones.

### Influencia saudí

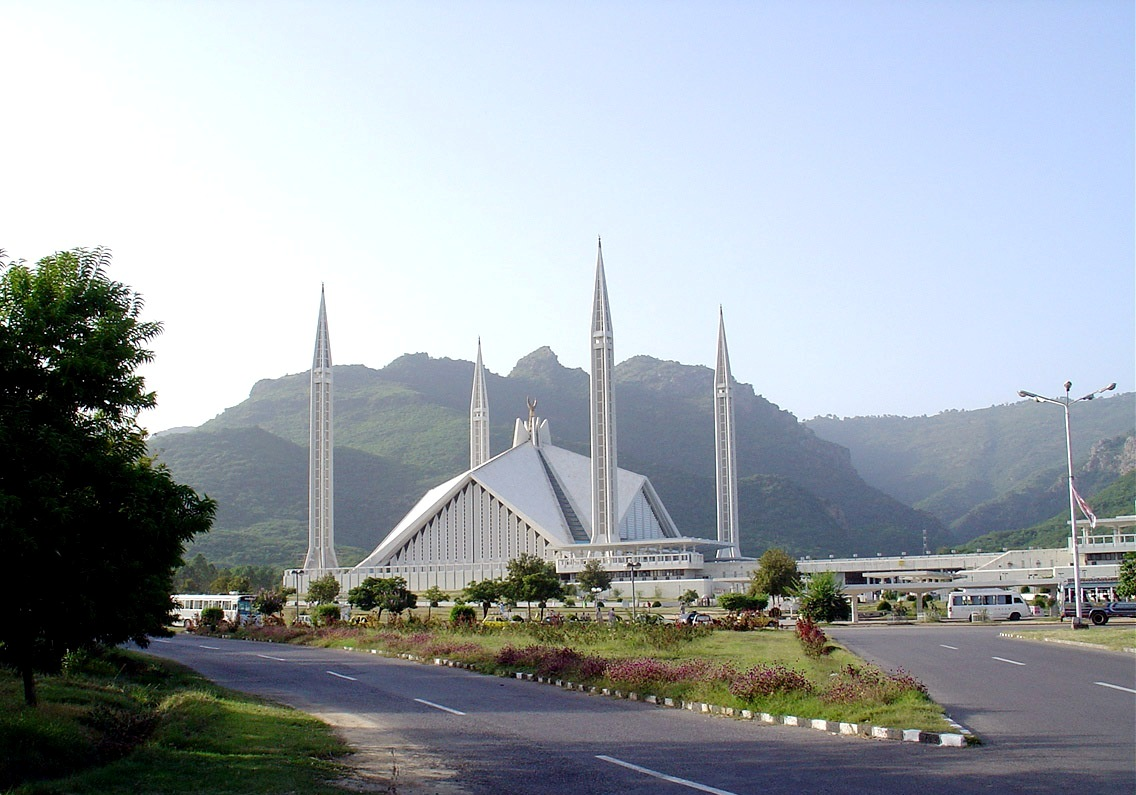
La mezquita Faisal en Islamabad, Pakistán, por el arquitecto turco Vedat Dalokay, fue financiada en 1976 con 130 millones SAR (2006 120 millones US$) por el Reino de Arabia Saudita.

A pesar de que la implicación de Arabia Saudita en mezquitas de todo el mundo se remonta a la década de 1960, no fue hasta más avanzado el siglo XX cuando el gobierno de este país comenzó a tener una gran influencia en las mezquitas extranjeras. Desde comienzos de la década de 1980, el gobierno saudí comenzó a financiar la construcción de mezquitas en países de todo el mundo. Se calcula que este gobierno ha gastado una cifra aproximada de 45 mil millones de dólares en la financiación de mezquitas y escuelas islámicas en países extranjeros. ʿīnu l-Yaqīn, un diario saudí, informaba en 2002 que dichos fondos pudieron haber contribuido a la construcción de 1500 mezquitas y 2000 centros islámicos de otro tipo, sobre todo en países en que los musulmanes son una minoría. Los ciudadanos saudíes también han hecho importantes contribuciones a las mezquitas de países islámicos, especialmente en países donde ven a los musulmanes como pobres y oprimidos. Tras la caída de la Unión Soviética, en 1992, las mezquitas del empobrecido Afganistán recibieron sustanciales aportaciones de ciudadanos saudíes. La mezquita del Rey Fahd, en Culver City, California y el Centro Cultural Islámico de Italia, en Roma, representan dos de las mayores inversiones de Arabia Saudita en mezquitas de países extranjeros, ya que el anterior rey saudí Fahd bin Abdulaziz al-Saúd aportó a dichas mezquitas 8 y 50 millones de dólares, respectivamente.

## Arquitectura

### Estilos
En las diversas regiones del mundo musulmán se han desarrollado numerosos tipos de mezquitas. Entre los más notables se cuentan las primitivas mezquitas abasíes, las mezquitas en forma de T, y las mezquitas de cúpula central de Anatolia. Durante el siglo XX, gracias a la riqueza aportada por el petróleo, se llevó a cabo la construcción de muchas mezquitas usando diseños de importantes arquitectos modernos no-musulmanes y promoviendo las carreras de destacados arquitectos musulmanes contemporáneos.

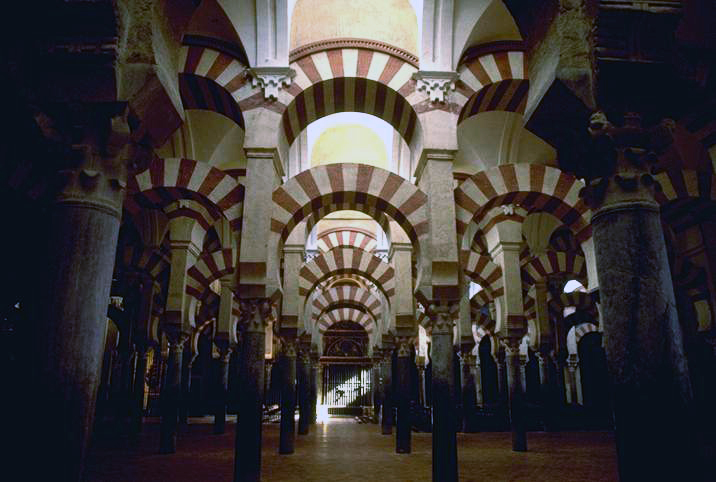
El interior de la mezquita de Córdoba, una mezquita de estilo arábigo con un diseño de columnas en red, en Córdoba, España.

Las mezquitas de estilo arábigo o mezquitas hipóstilas constituyen el modelo más antiguo de mezquita, iniciado bajo la dinastía de los Omeyas. Estas mezquitas son de planta cuadrada o rectangular, con un patio cerrado y una sala de oraciones cubierta. Históricamente, en las zonas de clima cálido del Mediterráneo y Oriente Medio, el patio cumplía la función de acomodar a la gran cantidad de fieles que se congregaban durante las ŷumʿa. La mayoría de las primeras mezquitas arábigas tienen azoteas planas encima de las salas de oración, que dieron lugar a la necesidad de utilizar numerosas columnas y soportes. Una de las mezquitas más notables de este estilo es la de Córdoba, en España, en la que la estructura se apoya sobre cerca de 850 columnas. Con frecuencia, las mezquitas arábigas tienen arcadas exteriores, de modo que los visitantes puedan gozar de zonas de sombra.
En el siglo XV, los otomanos introdujeron las mezquitas de cúpula central, que tienen una gran cúpula centrada sobre la sala de oración. Además de esta gran cúpula central, a menudo hay cúpulas más pequeñas dispuestas sobre la sala de oración o sobre otros lugares de la mezquita, donde no se realiza ningún rezo. Este estilo fue fuertemente influido por la arquitectura religiosa bizantina con su uso de grandes cúpulas centrales.
Las mezquitas con iwan son notables por sus espacios cubiertos por bóvedas y por los iwanes, espacios abovedados que se abren hacia fuera en uno de sus extremos. En dichas mezquitas uno o más iwanes miran hacia el patio central que se usa como sala de oración. El estilo representa un préstamo de la arquitectura iraní preislámica y se ha utilizado casi exclusivamente para las mezquitas iraníes. Muchas de las mezquitas con iwan son templos del fuego zoroastristas, en las que el patio era utilizado para guardar el fuego sagrado. Hoy en día, ya no se construyen mezquitas con iwan. La mezquita Shah en Isfahán, Irán es un clásico ejemplo de mezquita con iwan.

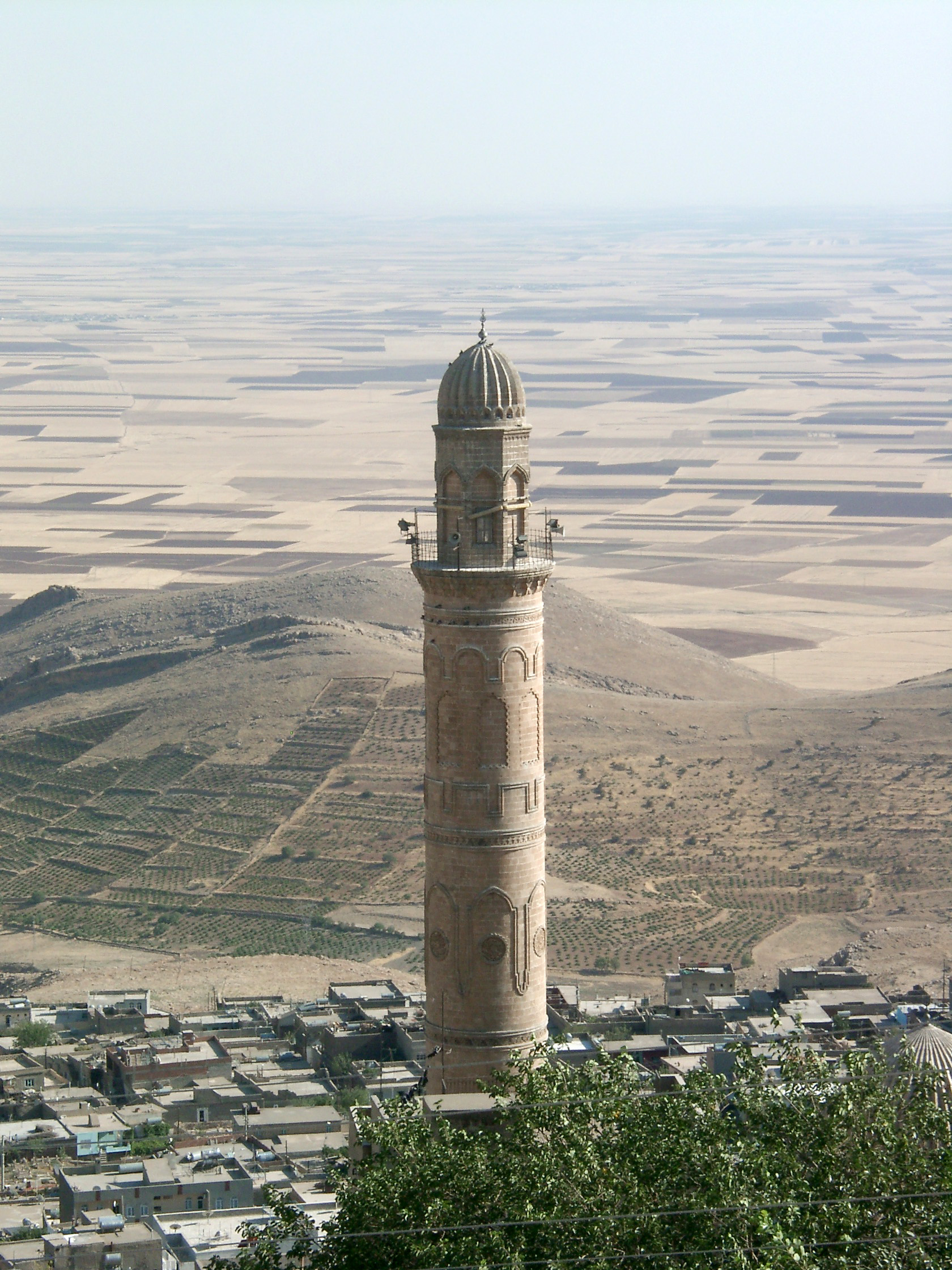
El minarete de la mezquita Reyhane en Mardin, Turquía.

### Minaretes
Un elemento común de las mezquitas es el minarete o alminar, la alta y esbelta torre que generalmente está situada en una de las esquinas de la estructura. La punta del minarete es siempre el punto más alto de las mezquitas que tienen uno, y a menudo el punto más alto del área circundante. El minarete más alto del mundo está situado en la Mezquita Hassan II en Casablanca, Marruecos.
Las primeras mezquitas carecían de minaretes, e incluso hoy en día los movimientos islámicos más conservadores, como el wahhabismo, evitan construirlos, ya que los consideran ostentosos e innecesarios. El primer minarete fue construido en 665 en Basora durante el reinado del califa omeya Muʿāwiyya I. Muʿāwiyya impulsó la construcción de minaretes, pues se suponía que igualarían a las mezquitas con los campanarios de las iglesias cristianas. Consecuentemente, los arquitectos de las mezquitas tomaron prestada la forma de los campanarios para sus minaretes, que se utilizaban esencialmente para el mismo propósito — llamar a los fieles a la oración.
Antes de las cinco oraciones diarias obligatorias, un almuédano llama a los adoradores a orar desde el minarete. En muchos países donde los musulmanes no son mayoría, se prohíbe que las mezquitas hagan el llamado ('aḏān) demasiado sonoramente, a pesar de que se debería hacer así para avisar a la comunidad circundante. No es obligatorio el aḏān antes de cada oración. Sin embargo, casi todas las mezquitas asignan un almuédano para cada una de las cinco oraciones, pues es una de las prácticas recomendadas o sunna del profeta Mahoma. En las mezquitas que no tienen minaretes, el aḏān se realiza desde el interior de la mezquita o en alguna otra parte en el suelo. La iqāma, que es similar al aḏān y se lleva a cabo inmediatamente antes del comienzo del rezo, no se anuncia desde el minarete incluso cuando se dispone de uno.

### Cúpulas
Las cúpulas han sido un sello característico de las mezquitas de la arquitectura islámica en general desde el siglo VII. A menudo ubicadas directamente sobre la sala de oración principal, pueden representar las bóvedas del ŷanna (paraíso) y el cielo. Con el paso del tiempo, el tamaño de las cúpulas creció, y de ocupar solo una pequeña parte del techo cerca del miḥrāb pasaron a cubrir por completo la sala de oración. Aunque las cúpulas normalmente tomaban la forma de una semiesfera, los mogoles de la India popularizaron un estilo de cúpula bulbosa que se asemeja a la forma de una cebolla en el Subcontinente Indio y en Persia. Algunas mezquitas tienen múltiples cúpulas, a menudo más pequeñas, además de la principal y mayor, situada en el centro.

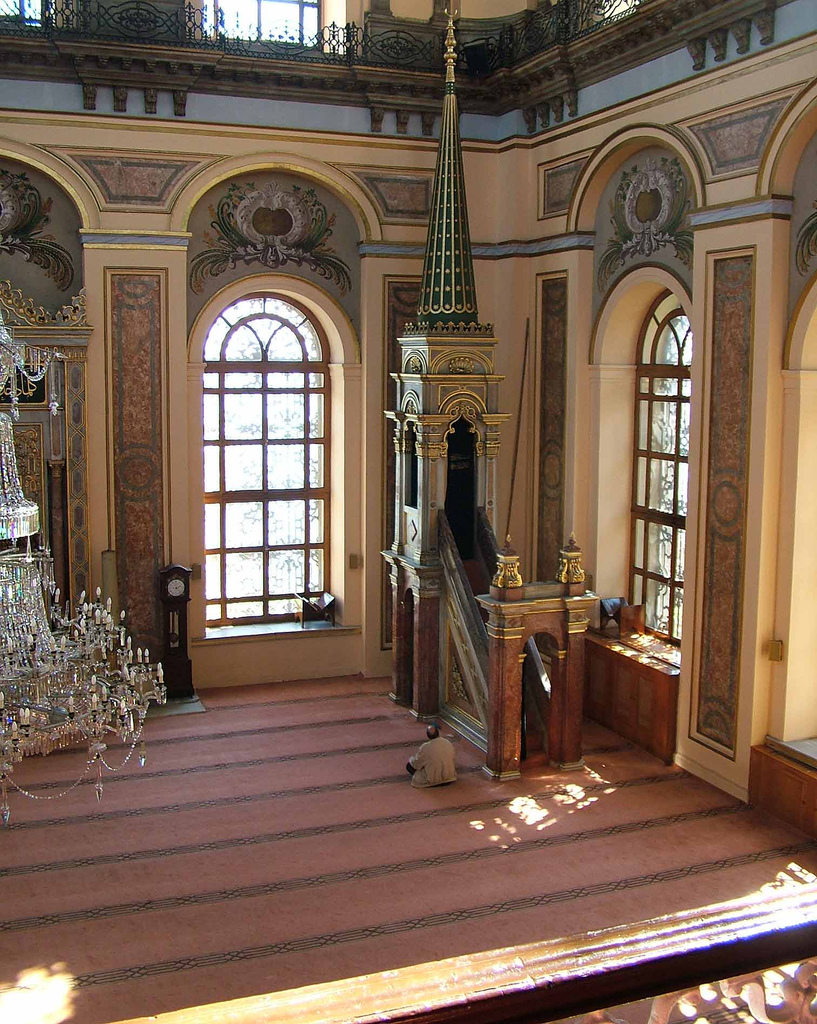
La sala de oración, o ḥaram, en una mezquita turca, con un minbar.

### Sala de oración: Orientación de laqiblao alquibla
El ḥaram ("sagrado", sala de oración) o musalla (cuando es un oratorio al aire libre, sin cierres o tabiques), carece de mobiliario; no hay asientos (para la salat -oración islámica- es preceptiva la postración en el suelo, habitualmente sobre una alfombra). También se argumenta que esta ausencia permite un mayor cabida de fieles. A diferencia de la mayor parte de los lugares de culto de otras religiones, no se permiten las imágenes de personas, animales ni figuras espirituales (aniconismo), ya que se supone que todos los asistentes deben centrar su atención en Alá. En cambio, las mezquitas tienen versos del Corán en caligrafía árabe sobre los muros para ayudar a los que rezan a centrarse en la belleza del Islam y su libro sagrado, así como en la decoración.
Generalmente enfrente de la entrada está el muro de la qibla (alquibla en castellano), en el lugar más visible de la sala de oración. En una mezquita correctamente orientada, la alquibla debería estar dispuesta perpendicularmente a la línea que conduce a La Meca, sede de la Kaaba; aunque en el caso de las andalusíes, por razones políticas, se prefirió una orientación más hacia el sur (de modo que no se coincidiera con la orientación de las iglesias cristianas). Los congregantes realizan sus plegarias en filas perpendiculares a la alquibla y se sitúan de modo que sus cabezas queden orientadas hacia La Meca. En la qibla (generalmente en su centro), se encuentra el miḥrāb, una hornacina en el muro. Generalmente, tampoco el mihrab está ocupado por muebles. A veces, especialmente durante el ŷumʿa, un mimbar o púlpito sobreelevado se sitúa al lado del mihrab para que el jaṭib u otro orador pronuncie un jutba (sermón del viernes). El mihrab es generalmente el lugar desde el que el imán dirige las cinco oraciones diarias.

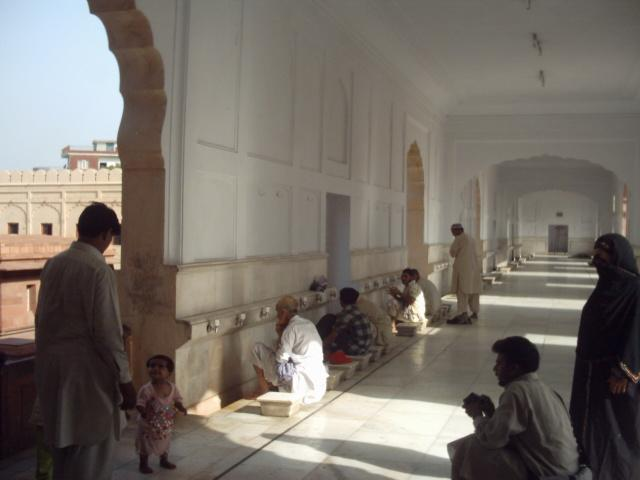
Personas lavándose antes de la oración en la mezquita Badshahi en Lahore, Pakistán.

### Instalaciones de ablución
Ya que la purificación ritual precede todos los rezos, las mezquitas tienen a menudo fuentes de ablución o instalaciones semejantes en sus puertas de acceso o en sus patios. Sin embargo, los fieles que asisten a mezquitas de menor tamaño deben utilizar a menudo los sanitarios para realizar sus abluciones. En las mezquitas tradicionales, esta función a menudo tiene lugar en un edificio aislado en el centro de un patio. El deseo de limpieza se extiende a los salones de oración, donde no se permite usar zapatos. Por eso, los recibidores con estantes para dejar los zapatos y los percheros para colgar los abrigos son frecuentes en las mezquitas.

### Servicios contemporáneos
Las mezquitas modernas tiene una gran variedad de servicios a disposición de sus fieles. Como se supone que las mezquitas deben atraer a la comunidad, pueden ofrecer también instalaciones adicionales, que van desde clínicas a bibliotecas y gimnasios.

## Reglas y etiqueta
Las mezquitas, de acuerdo a las prácticas islámicas, establecen un número de reglas cuya finalidad es centrar la atención de los musulmanes en la adoración de Alá. Algunas reglas, como la prohibición de utilizar zapatos en las salas de oración, son universales, pero hay muchas otras que varían dependiendo de la mezquita.

### Líder del rezo

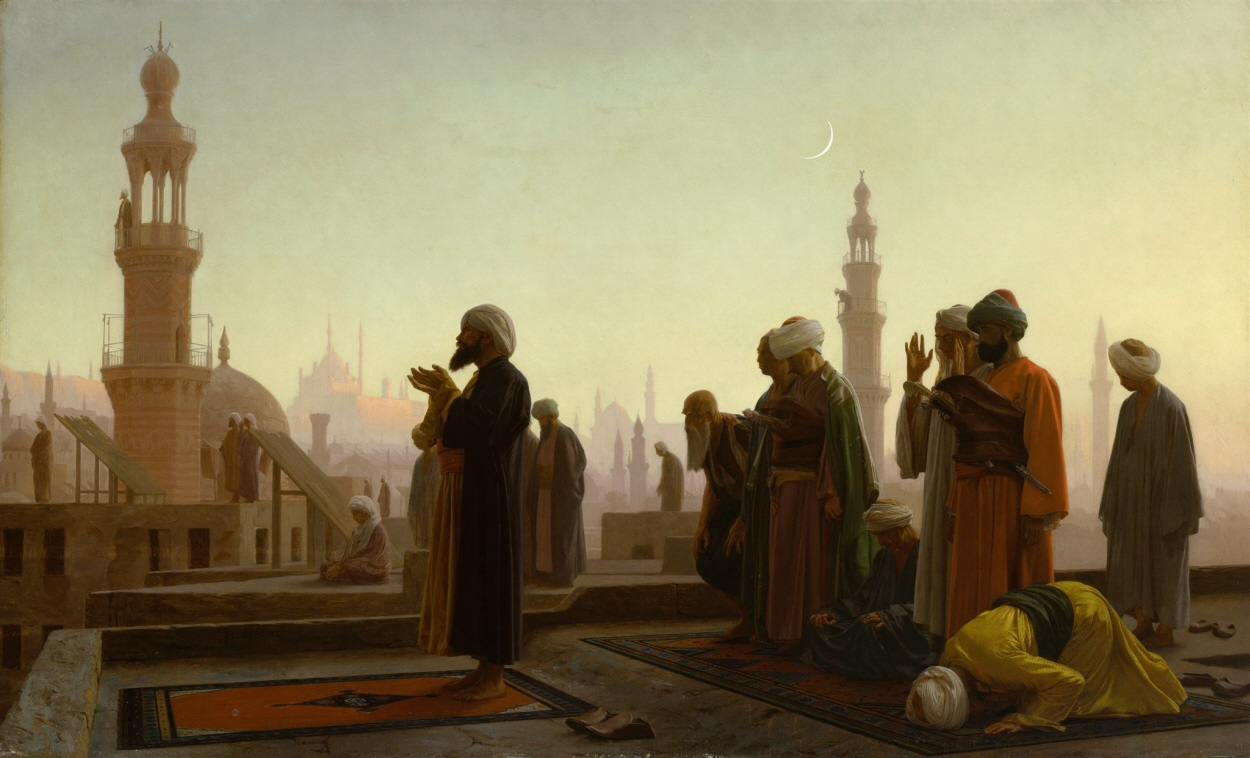
Imán y otros creyentes rezando en El Cairo (1865).

El nombramiento de un líder de rezo se considera conveniente, aunque no siempre es obligatorio. El líder permanente del rezo (imán) debe ser un hombre honesto y libre, que ha aprendido el Corán de memoria y es una autoridad en materia religiosa. En las mezquitas construidas y mantenidas por el gobierno, el gobernante designa al líder del rezo; en las privadas, sin embargo, se elige mediante una votación entre los miembros de la congregación. Según la escuela islámica ḥanafī, el hombre que construyó la mezquita tiene mayores derechos al título del imán, pero esta visión no es compartida por las otras escuelas.
La dirección en el rezo cae en tres categorías, dependiendo del tipo: las cinco oraciones diarias, el rezo del viernes, o los opcionales. Según las escuelas de la jurisprudencia islámica ḥanafī y malikī, el nombramiento de un líder para los servicios de los viernes es obligatorio porque, de lo contrario, la oración no tendría validez. Las escuelas šāfiʿī y ḥanbalī, sin embargo, consideran que no es necesario este nombramiento y que las oraciones son válidas simplemente por el hecho de ser realizadas por una congregación. Un esclavo puede conducir el ŷumʿa, pero las autoridades musulmanas discrepan sobre si un menor de edad puede desempeñar este cometido. Un imán nombrado para presidir los rezos de viernes puede también conducir las cinco oraciones diarias; sin embargo, los eruditos musulmanes discrepan sobre si el líder designado para el ṣalāt puede dirigir también el ŷumʿa.
Todas las autoridades musulmanas están de acuerdo en cuanto a que la función de líder del rezo no puede ser desempeñada por una mujer. Recientemente, esta norma se aplica con menos rigor en algunos lugares, donde se permite a las mujeres dirigir las oraciones de congregaciones exclusivamente femeninas. Ha habido algunas mujeres, entre ellas Amina Wadud, que desafiaron la regla y optaron por conducir rezos y oraciones de viernes en congregaciones mixtas.

### Limpieza

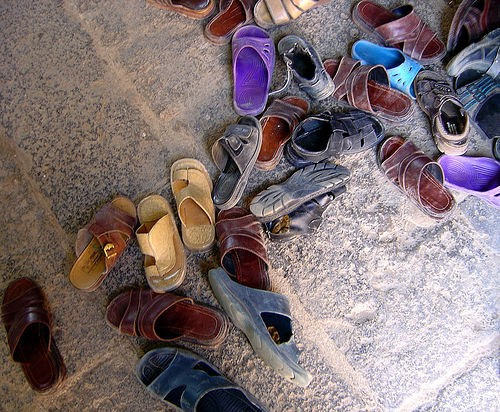
Las personas deben quitarse sus zapatos cuando entran a un salón de oración.

Todas las mezquitas tienen reglas con respecto a limpieza, pues es una parte esencial de la experiencia de los fieles. Se requiere que antes de la oración los musulmanes se purifiquen, siguiendo un proceso de ablución conocido como wuḍū'. Además, existen ciertas reglas que se aplican incluso a aquellos que entran en las salas de oración sin intención de participar en el culto. Está prohibido llevar zapatos dentro de la sala de oración, que está cubierta con una alfombra. Algunas mezquitas extienden esta prohibición a otras partes del recinto, aunque no estén dedicadas al rezo. Se exige tanto a los fieles como a los visitantes que se preocupen por su limpieza. Igualmente, está mal visto entrar en la mezquita después de haber comido algo oloroso.

### Vestimenta
El Islam exige a sus seguidores que se vistan con ropa que demuestre modestia. Por ese motivo, tanto los hombres como las mujeres deben seguir ciertas directrices. Los hombres deben llevar ropas holgadas y limpias que no revelen la forma del cuerpo. Asimismo, es recomendable que las mujeres musulmanas vistan trajes holgados, camisas y pantalones que cubran hasta las muñecas y los tobillos. Varias mezquitas requieren que las visitantes no musulmanas usen una bufanda para cubrirse la cabeza al estilo de la hiyab islámica. Las vestiduras del Medio Oriente generalmente asociadas con el islam árabe no son necesarias, aunque varios musulmanes, independientemente de sus raíces étnicas, las usan en ocasiones especiales y para rezar en las mezquitas.

### Concentración
Puesto que las mezquitas son lugares de culto, se exige a los visitantes que sean respetuosos con los fieles que participan en la oración. En las áreas en que rezan los fieles está prohibido hablar en voz alta y discutir sobre asuntos considerados irrespetuosos. También se considera irrespetuoso pasar por delante de ellos o molestarles de cualquier otra forma. Los muros interiores de la mezquita apenas tienen ornamentos (a excepción, en algunos casos, inscripciones en caligrafía árabe) para no distraer a los que están realizando los rezos. También se considera poco apropiado que los fieles vistan ropa con imágenes o símbolos que puedan distraer la atención de quienes se encuentran detrás de ellos mientras se desarrolla la oración.

### Separación por sexos

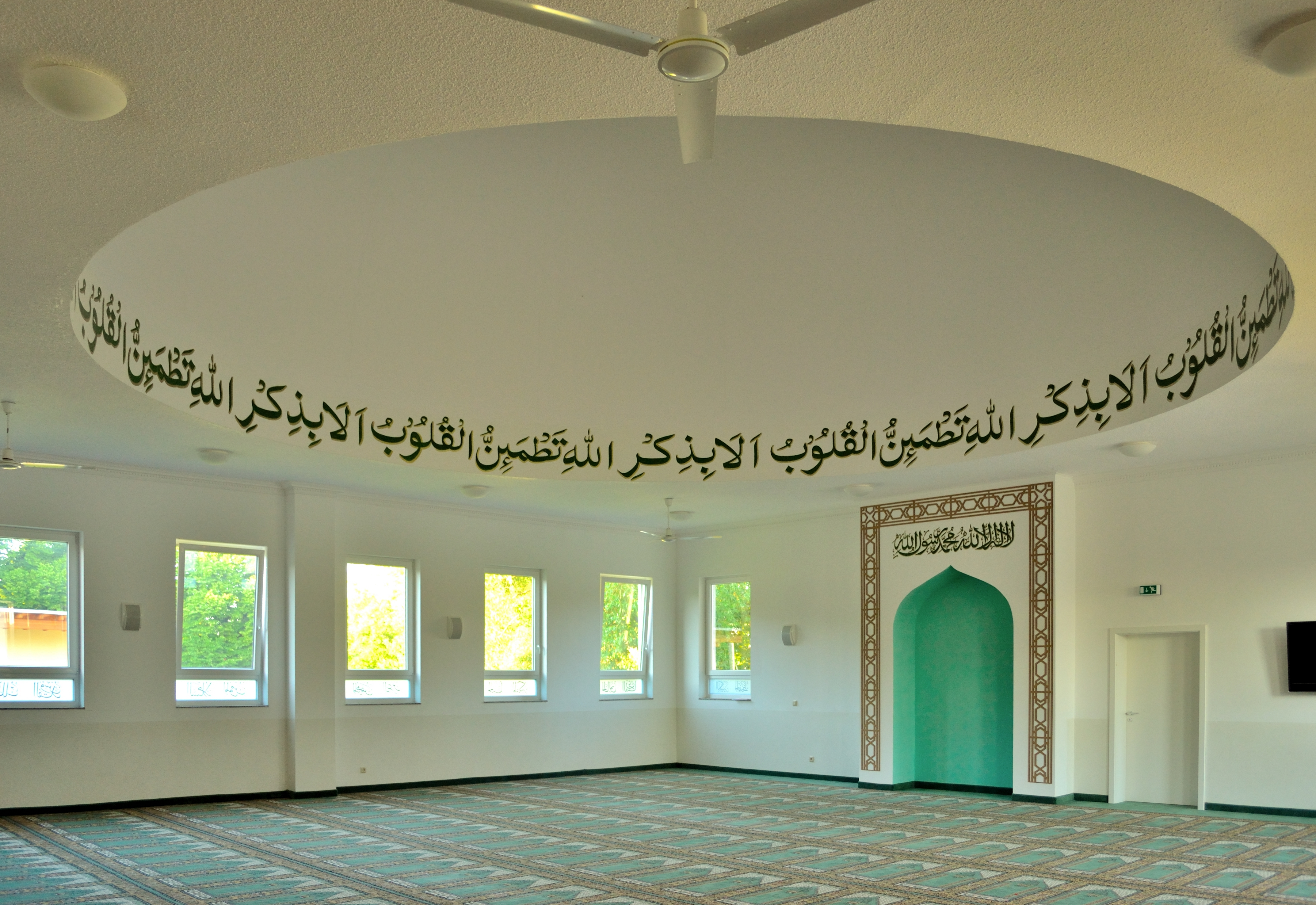
Sala de oración femenina en una mezquita de Berlín, Alemania.

La sharia, o ley islámica, exige que hombres y mujeres permanezcan separados en la sala de oraciones; en teoría, las mujeres deben ocupar las filas detrás de los hombres. Mahoma prefería que las mujeres oraran en sus hogares en lugar de en las mezquitas: según el hadiz dijo: "Las mejores mezquitas para las mujeres son las habitaciones interiores de sus casas". El segundo califa, Umar, llegó a prohibir la asistencia de mujeres a las mezquitas y les exigió que rezaran en sus casas. A veces, se reservaba a las mujeres un lugar determinado de la mezquita; por ejemplo, el gobernador de La Meca en 870 aisló mediante cuerdas atadas entre las columnas un lugar separado para las mujeres. Muchas mezquitas actuales ubican a las mujeres detrás de un tabique o en una sección separada del resto de la sala de oración. Las mezquitas del sur y sureste asiático sitúan a hombres y a mujeres en habitaciones separadas, puesto que estos espacios separados fueron construidos hace siglos. En casi dos tercios de las mezquitas de los Estados Unidos, las mujeres oran detrás de tabiques o en áreas separadas, no en la sala de oración principal; algunas mezquitas directamente no admiten mujeres. Casi un cuarto de las mezquitas no ofrece programas para mujeres, y un tercio no las admite en las juntas directivas. Las grandes muchedumbres que se reúnen en la Masŷid al-Ḥaram en La Meca, especialmente durante el peregrinaje anual, a menudo tienen como consecuencia una mezcla involuntaria entre ambos sexos. Algunos juristas islámicos prefieren excluir por completo a las mujeres de las salas de oración.
Las mujeres están sujetas a otras restricciones en las mezquitas. De acuerdo a algunos hadiz, no deben estar perfumadas; según otros, deben salir de la mezquita antes que los hombres.

### Los no musulmanes en las mezquitas

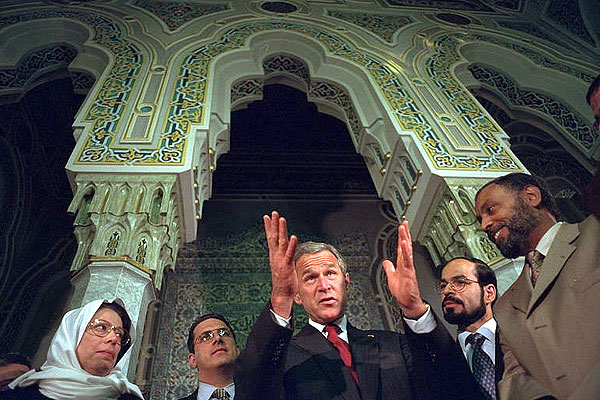
George W. Bush, cristiano, visitando una mezquita en Washington D. C.

Según la mayoría de las interpretaciones de la ley islámica, está permitido que los no musulmanes entren en las mezquitas, siempre que no duerman ni coman allí; discrepan de este punto de vista los seguidores de la escuela malikī, algunos afirman que no debe permitírseles entrar bajo ninguna circunstancia, mientras que otros autores, sobre todo del Magreb, discrepan de dicha postura, siendo por tanto una opinión, y no un consenso de los sabios. 
El Corán trata este tema, y particularmente el de los politeístas, en dos versículos de su capítulo noveno, la sura At-Tawba. El decimoséptimo versículo del noveno capítulo prohíbe a aquellos que asocian dioses con Alá (politeístas) entrar en las mezquitas:
Los asociadores no deben cuidar del mantenimiento de las mezquitas de Alá, siendo testigos contra sí mismos de su incredulidad. Ésos, ¡qué vanas son sus obras! ¡Estarán en el Fuego eternamente! (Asociación Estudiantil Musulmana de la Oregon State University (Cap. 9 ver. 17)
El vigésimo octavo versículo del mismo capítulo es más específico, y solo menciona a los politeístas en relación con la mezquita sagrada, la Masŷid al-Ḥaram en La Meca:
¡Creyentes! Los asociadores son mera impureza. ¡Que no se acerquen, pues, a la Mezquita Sagrada después de este su año! Si teméis escasez, Alá os enriquecerá por favor Suyo, si quiere. Alá es omnisciente, sabio. (Asociación Estudiantil Musulmana de la Oregon State University Cap. 9 ver. 28)
Según Ahmad ibn Hanbal, estos versículos fueron seguidos al pie de la letra en tiempos de Mahoma, cuando todavía se autorizaba la presencia de judíos y cristianos, considerados monoteístas, en la Masŷid al-Ḥaram. Sin embargo, posteriormente, el califa omeya Umar ibn Abd al-Aziz prohibió a todos los no musulmanes entrar en las mezquitas, y su mandato permaneció en vigor en Arabia Saudita. Hoy en día, esta cuestión varía dependiendo del lugar. Con pocas excepciones, las mezquitas de la península arábiga, al igual que las de Marruecos, no permiten la entrada a los no creyentes. Por ejemplo, la Mezquita Hassan II, en Casablanca y la mezquita Moulay Ismael, en Mequínez, son las dos únicas en Marruecos abiertas al público en general. Sin embargo, hay también muchos otros lugares en Occidente, así como en el mundo islámico, donde se permite a los no musulmanes entrar a las mezquitas.
Hoy en día, la Masŷid al-Ḥaram y todas las mezquitas de La Meca están reservadas solamente a los musulmanes. Asimismo, la Masŷid an-Nabawī, la ciudad de Medina, en Arabia Saudita y las tierras que la rodean son de acceso no permitido para los no practicantes. Para las mezquitas en otras áreas, se ha tomado como regla más común que los no musulmanes puedan entrar solamente si les ha concedido permiso un musulmán o si tienen una razón legítima. Se espera que todos los visitantes, sin importar su afiliación religiosa, respeten las reglas y el decoro de las mezquitas.
En diferentes períodos y lugares, los no musulmanes que vivían bajo gobierno musulmán debieron demostrar deferencia hacia las mezquitas. En la mayoría de las ciudades de Marruecos, se exigía a los judíos que se quitaran sus zapatos al pasar frente a una mezquita. El viajero alemán Carsten Niebuhr escribió que en el Egipto del siglo XVIII judíos y cristianos debían desmontar ante varias mezquitas para demostrar reverencia a su santidad. También ha habido varios relatos del siglo XIX de judíos perseguidos o asesinados por entrar en mezquitas.

### Mezquitas notables
- Masŷid al-Ḥaram; La Meca, Arabia Saudita - sitio más sagrado del Islam.[67]
- Masjid al-Nabawi (o Mezquita del Profeta); Medina, Arabia Saudita - segundo sitio más sagrado del Islam.[68]
- Mezquita de Al-Aqsa; Jerusalén, Israel - tercer sitio más sagrado del Islam.[69]
- Mezquita Imam Ali; Nayaf, Irak - sitio más sagrado del chiismo.
- Mezquita Faisal; Islamabad, Pakistán - la mezquita más grande, en área, del mundo.[70]
- Badshahi Masjid; Lahore, Pakistán - la mezquita mogola más grande.
- Mezquita de Córdoba; Córdoba, España - lugar de adoración moro del siglo X, hoy en día una catedral católica.
- La Mezquita Ibrahim Al-lbrahim o Mezquita de Caracas, en Caracas - Venezuela es la segunda mezquita más grande de Latinoamérica.
- El Centro Cultural Islámico Rey Fahd en Buenos Aires es el templo islámico más grande de Argentina.
- Hagia Sophia; Estambul, Turquía - antigua catedral ortodoxa; mezquita desde 1453, museo desde 1935,[71] y nuevamente mezquita desde 2020.[72]
- Mezquita Azul; Estambul, Turquía - construida en frente de Hagia Sophia.
- Mezquita Shah; Isfahán, Irán - mezquita iraní comisionada por Abás el Grande.
- Jama Masjid; Delhi, India - una de las mezquitas más grandes de la India.[73]
- Anexo:Mezquitas por país